# Pandanus
Pandanus és un gènere de plantes amb flor de l'ordre Pandanales. Són plantes monocots de les zones tropicals d'entre 1 i 20 m d'alçada. El tronc és fort, amb arrels en forma de xanca a la base. Les fulles tenen forma de cinta entre 30 cm i 2 m de llargada, sovint amb punxes, i entre 1,5 cm i 10 cm d'amplada. Les fulles van creixent en espiral al voltant del tronc, deixant unes cicatrius horitzontals.
Són plantes dioècies, amb flors mascles i femelles en arbres separats. Les flors són fragants i molt grans. Els fruits d'algunes espècies són comestibles. Les fulles de Pandanus amaryllifolius, s'utilitzen a alguns països de l'Àsia del sud i del sud-est com a condiment de diversos plats i de dolços. Les fulles d'altres espècies s'utilitzen per fabricar estores, paravents, lava-lava i altres objectes. Actualment es fan objectes curiosos que són venuts com a records per als turistes.

## Taxonomia

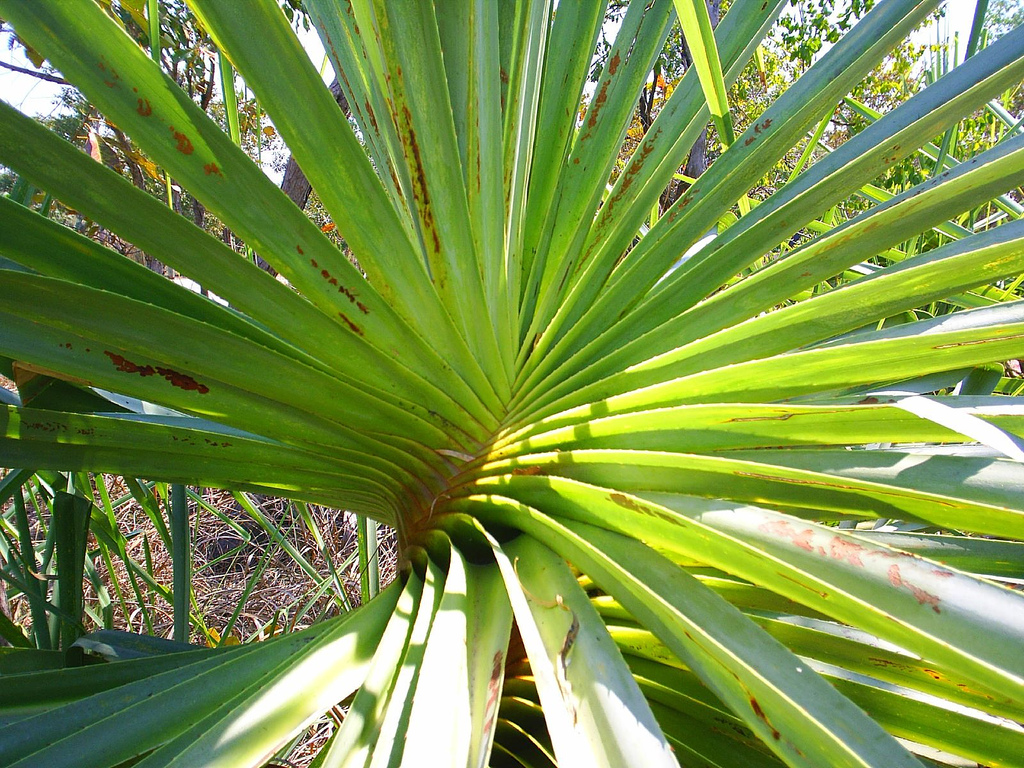
Forma en la que van creixent les fulles en les plantes del gènere Pandanus. Pandanus spiralis.

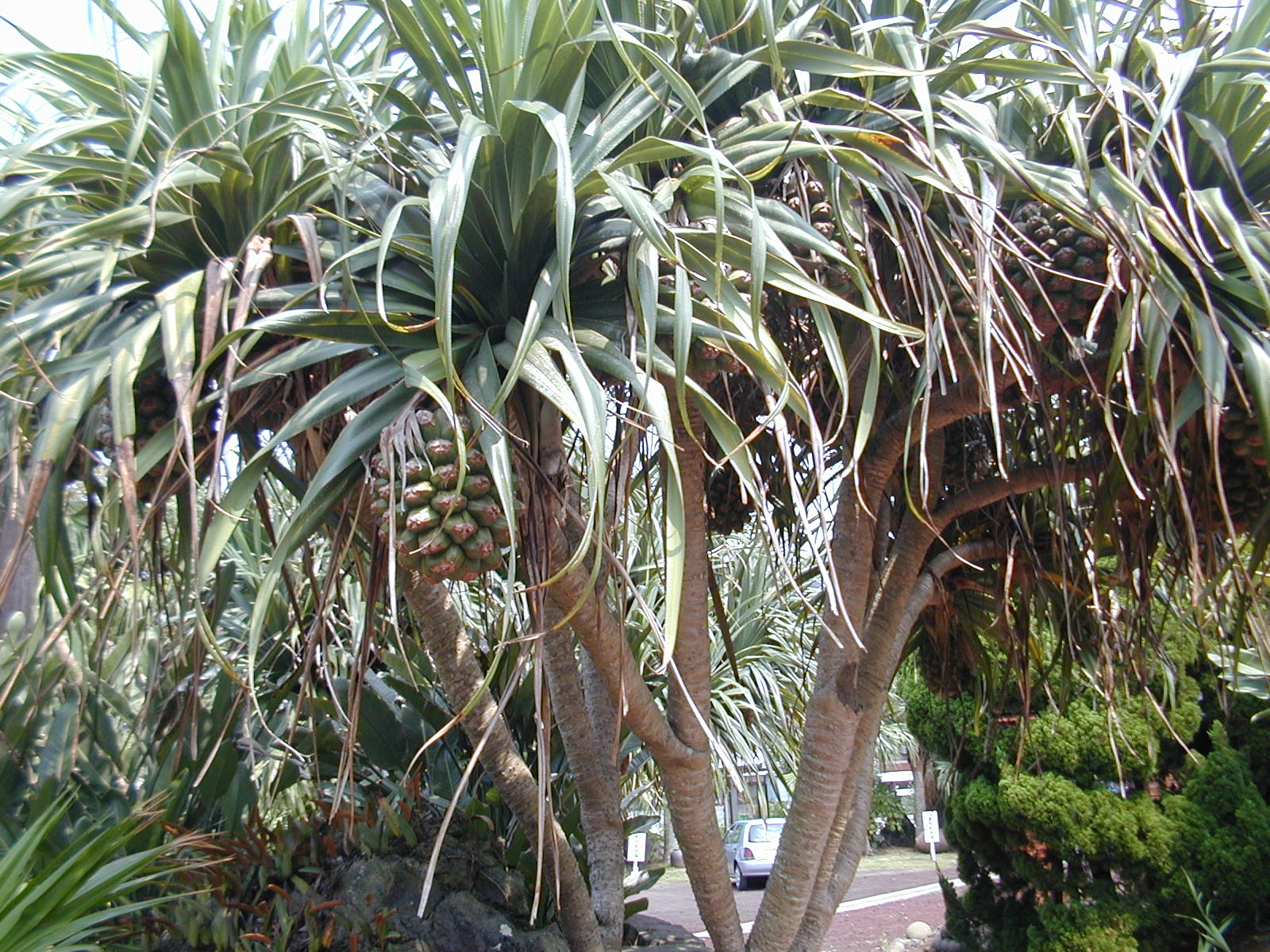
Pandanus boninensis.

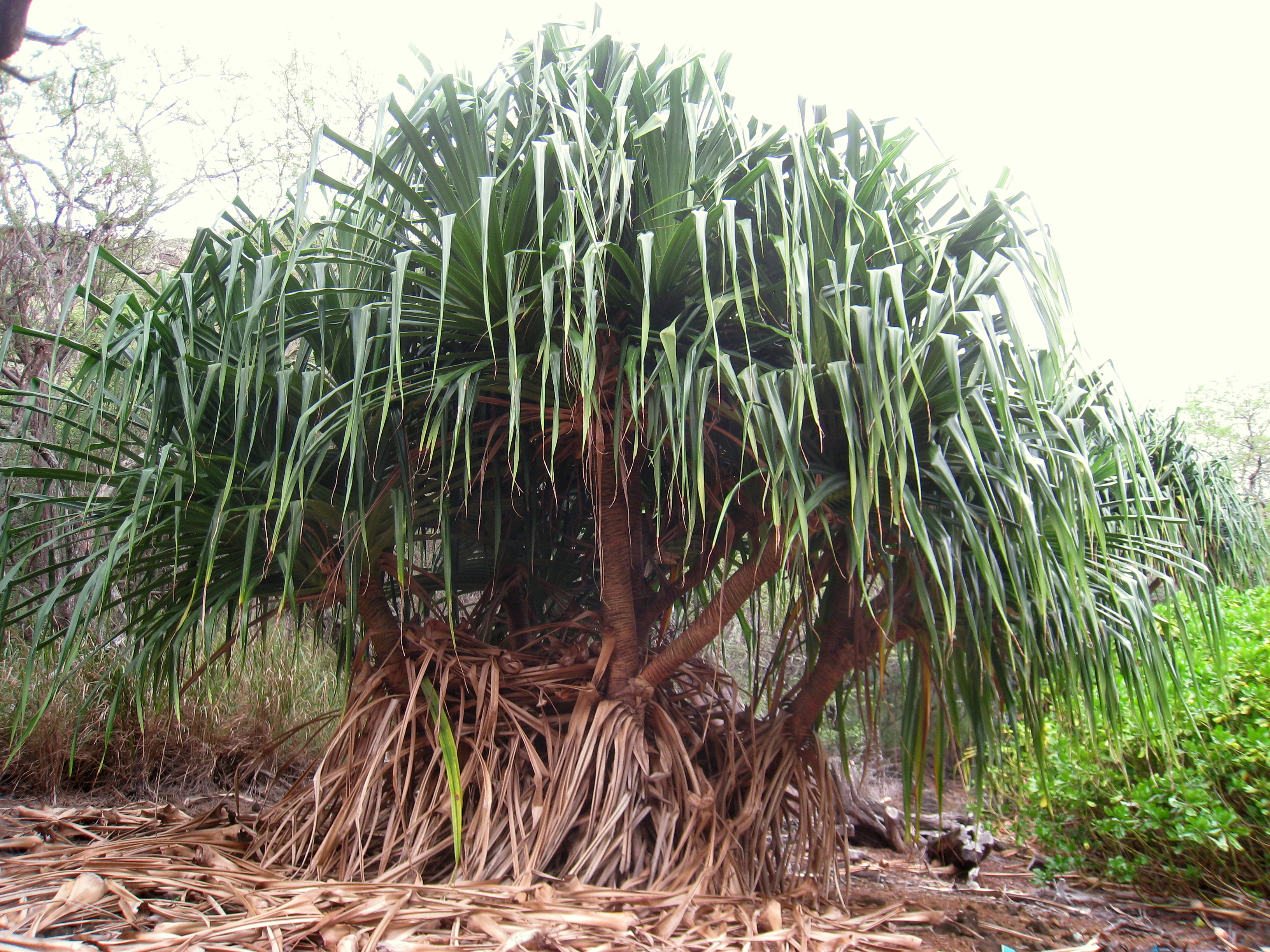
Pandanus jalvitensis.

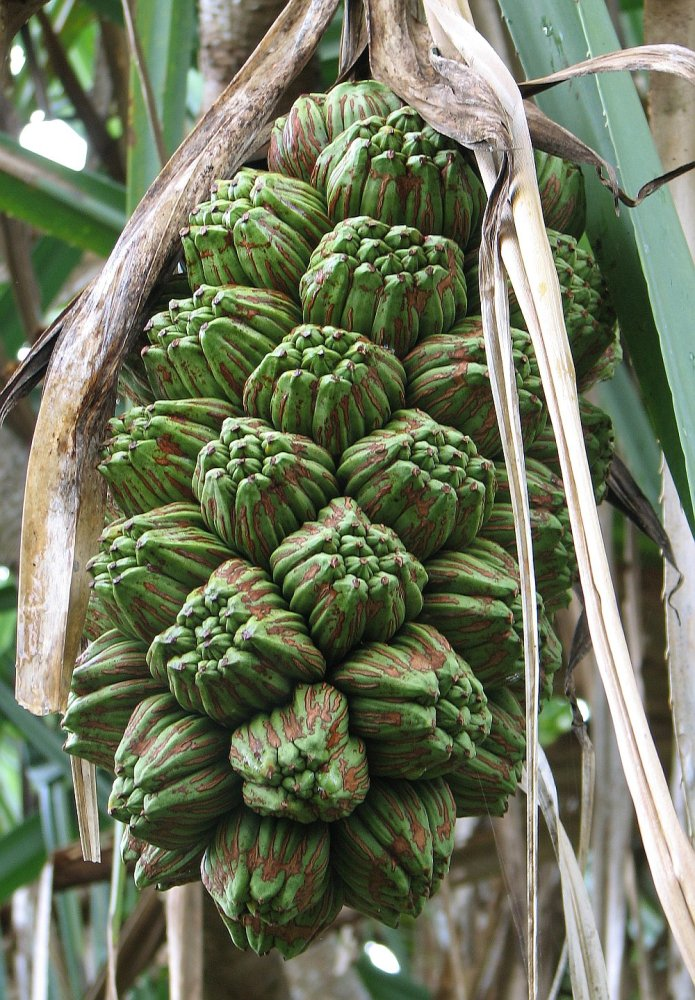
Fruit de Pandanus tectorius.

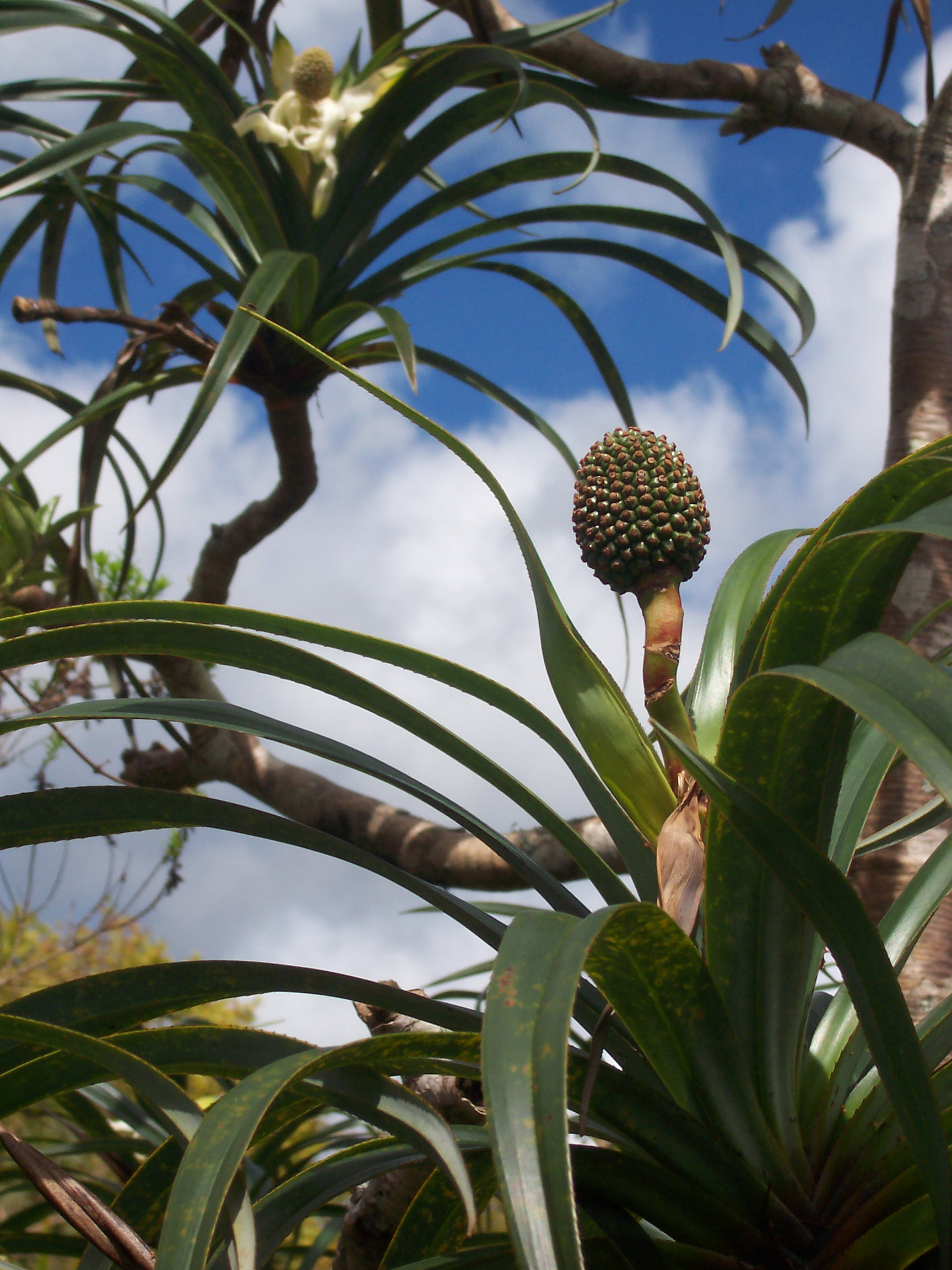
Fruits de Pandanus montanus.

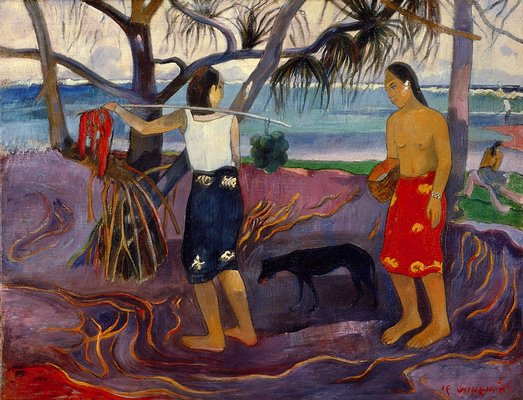
Paul Gauguin I raro te Oviri - Sota els pandanus

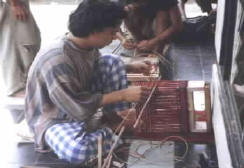
Teixint fulles de Pandanus.

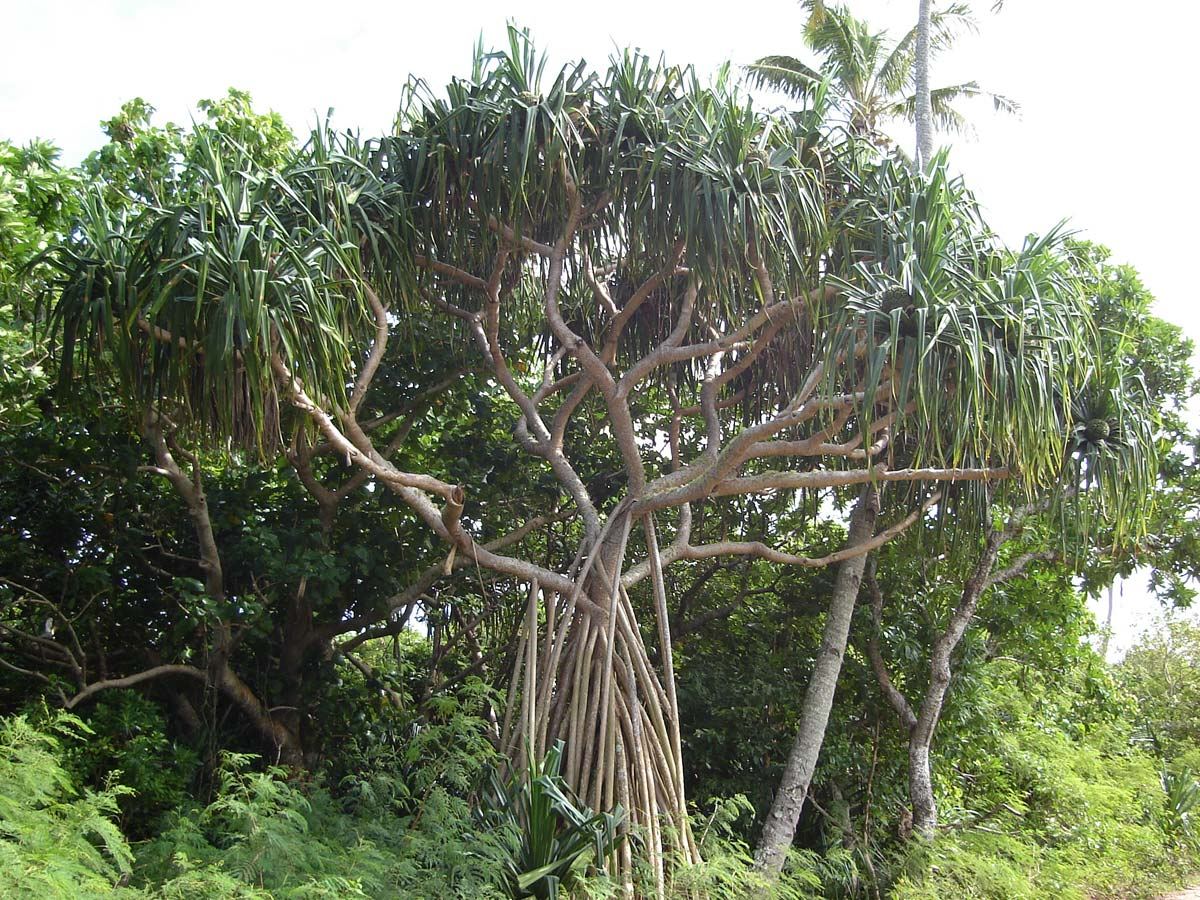
Rels aèries en forma de xanca de Pandanus tectorius.

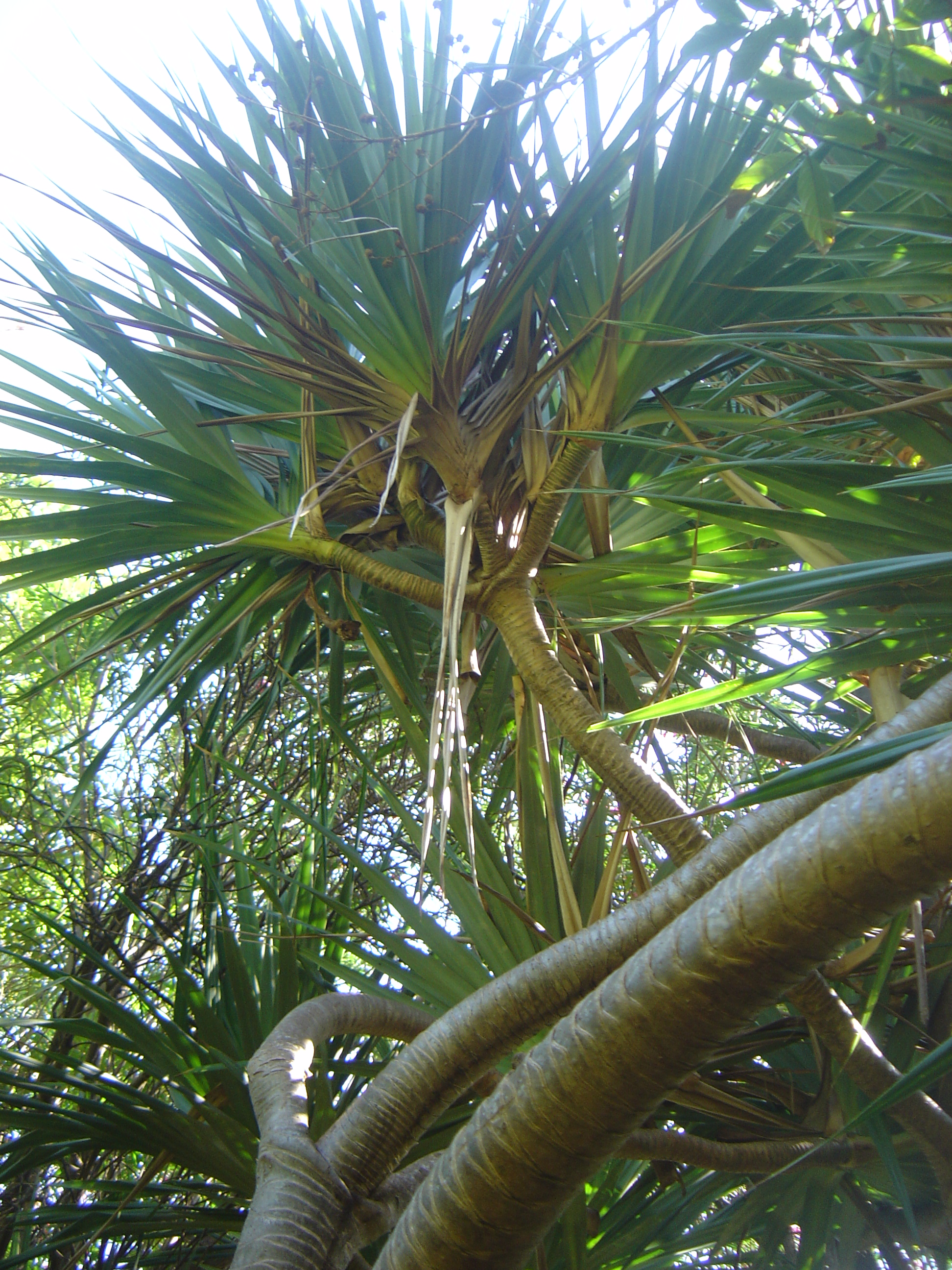
Pandanus utilis

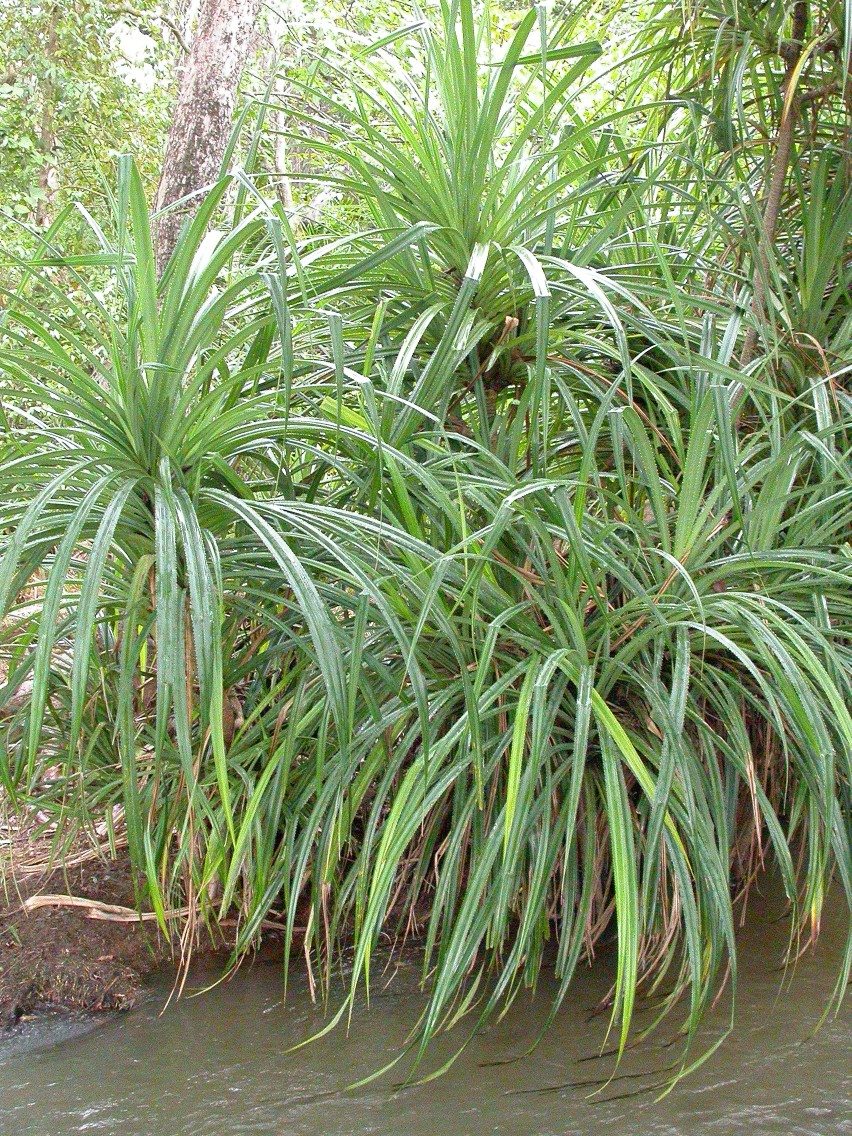
Pandanus candelabrum

- Pandanus abbiwii Huynh, Bot. Helv. 97: 81 (1987).
- Pandanus acanthostylus Martelli, Mém. Inst. Sci. Madagascar, Sér. B, Biol. Vég. 3: 140 (1951).
- Pandanus acaulescens H.St.John, Pacific Sci. 19: 528 (1965).
- Pandanus acicularis H.St.John, Pacific Sci. 27: 44 (1973).
- Pandanus acladus Merr., Philipp. J. Sci., C 13: 265 (1918).
- Pandanus adinobotrys Merr. & L.M.Perry, J. Arnold Arbor. 21: 175 (1940).
- Pandanus adpressus H.St.John, Rev. Gen. Pandanus 61: 40 (1989).
- Pandanus aecuatus H.St.John, Pacific Sci. 27: 47 (1973).
- Pandanus affinis Kurz, J. Bot. 5: 101 (1867).
- Pandanus aggregatus Merr. & L.M.Perry, J. Arnold Arbor. 20: 176 (1939).
- Pandanus aimiriikensis Martelli in R.Kanehira, Fl. Micron.: 60 (1933).
- Pandanus akeassii Huynh, Bot. Jahrb. Syst. 109: 345 (1988).
  - Pandanus akeassii var. akeassii.
  - Pandanus akeassii var. limitaneus Huynh, Bot. Jahrb. Syst. 109: 347 (1988).
- Pandanus ala-kai Martelli, Univ. Calif. Publ. Bot. 17: 174 (1933).
- Pandanus alatus H.St.John, Pacific Sci. 27: 83 (1973).
- Pandanus albifrons B.C.Stone, J. Arnold Arbor. 64: 317 (1983).
- Pandanus aldabraensis H.St.John, Pacific Sci. 28: 83 (1974).
- Pandanus alifer H.St.John, Rev. Gen. Pandanus 51: 29 (1989).
- Pandanus alkemadei Martelli, Webbia 4: 430 (1914).
- Pandanus alpestris Martelli, Mém. Inst. Sci. Madagascar, Sér. B, Biol. Vég. 3: 144 (1951).
- Pandanus alticola Holttum & H.St.John, Pacific Sci. 16: 281 (1962).
- Pandanus alticonvexus H.St.John, Rev. Gen. Pandanus 61: 53 (1989).
- Pandanus altissimus (Brongn.) Solms, Linnaea 42: 43 (1878).
- Pandanus alveatus H.St.John, Pacific Sci. 30: 251 (1976 publ. 1977).
- Pandanus alveolatus Huynh, Bull. Soc. Neuchâteloise Sci. Nat. 122: 36 (1999).
- Pandanus amaryllifolius Roxb., Fl. Ind. ed. 1832, 3: 743 (1832).
- Pandanus ambalavaoensis Huynh, Bot. Jahrb. Syst. 122: 208 (2000).
- Pandanus ambohitantelensis Huynh, Candollea 54: 156 (1999).
- Pandanus amboinensis Warb. in H.G.A.Engler (ed.), Pflanzenr., IV, 9: 83 (1900).
- Pandanus ambongensis Martelli, Mém. Inst. Sci. Madagascar, Sér. B, Biol. Vég. 3: 83 (1951).
- Pandanus amicalis H.St.John, Rev. Gen. Pandanus 56: 3 (1989).
- Pandanus amissus Huynh, Gard. Bull. Singapore 51: 163 (1999).
- Pandanus amnicola H.St.John, Rev. Gen. Pandanus 61: 41 (1989).
- Pandanus analamazaotrensis Martelli, Mém. Inst. Sci. Madagascar, Sér. B, Biol. Vég. 3: 116 (1951).
- Pandanus analamerensis Huynh, Bot. Jahrb. Syst. 122: 213 (2000).
- Pandanus ananas Martelli, Boll. Soc. Bot. Ital. 1904: 299 (1904).
- Pandanus andersonii H.St.John, Pacific Sci. 15: 576 (1961).
- Pandanus andringitrensis Huynh, Bull. Soc. Neuchâteloise Sci. Nat. 122: 38 (1999).
- Pandanus angiensis Kaneh., Bot. Mag. (Tokyo) 55: 304 (1941).
- Pandanus angolensis Huynh, Garcia de Orta, Sér. Bot. 9: 23 (1987 publ. 1988).
- Pandanus anomesos H.St.John, Rev. Gen. Pandanus 61: 14 (1989).
- Pandanus antaresensis H.St.John, Pacific Sci. 27: 58 (1973).
- Pandanus apicalis H.St.John, Pacific Sci. 22: 523 (1968).
- Pandanus apiculatus Merr., Philipp. J. Sci. 17: 240 (1920 publ. 1921).
- Pandanus apoensis Martelli, Leafl. Philipp. Bot. 3: 1129 (1911).
- Pandanus aprilensis H.St.John, Pacific Sci. 27: 62 (1973).
- Pandanus aquaticus F.Muell., Hooker's J. Bot. Kew Gard. Misc. 8: 329 (1856).
- Pandanus aragoensis (Brongn.) Solms, Linnaea 42: 45 (1878).
- Pandanus archboldianus Merr. & L.M.Perry, J. Arnold Arbor. 20: 176 (1939).
- Pandanus arenicola Huynh, Candollea 54: 151 (1999).
- Pandanus aridus H.St.John, Pacific Sci. 22: 129 (1968).
- Pandanus aristatus Martelli, Webbia 4: 434 (1914).
- Pandanus arnhemensis H.St.John, Pacific Sci. 16: 412 (1962).
- Pandanus arrectialatus H.St.John, Rev. Gen. Pandanus 60: 12 (1989).
- Pandanus aruensis Martelli, Webbia 4: 419 (1912).
- Pandanus ashtonii B.C.Stone, Fed. Mus. J. 23: 32 (1978).
- Pandanus asper H.St.John, Pacific Sci. 28: 79 (1974).
- Pandanus assamensis H.St.John, Pacific Sci. 19: 523 (1965).
- Pandanus associatus Huynh, Candollea 40: 583 (1985).
- Pandanus atrocarpus Griff., Not. Pl. Asiat. 3: 160 (1851).
- Pandanus atropurpureus Merr. & L.M.Perry, J. Arnold Arbor. 21: 173 (1940).
- Pandanus attenuatus H.St.John, Pacific Sci. 17: 3 (1963).
- Pandanus augustianus L.Linden & Rodigas, Ill. Hort. 33: 157 (1886).
- Pandanus australiensis H.St.John, Pacific Sci. 16: 293 (1962).
- Pandanus austrosinensis T.L.Wu, in Fl. Hainan. 4: 535 (1977).
- Pandanus bakeri Warb. in H.G.A.Engler (ed.), Pflanzenr., IV, 9: 65 (1900).
- Pandanus balansae (Brongn.) Solms, Linnaea 42: 45 (1878).
- Pandanus balenii Martelli, Webbia 2: 432 (1908).
- Pandanus balfourii Martelli, Webbia 1: 361 (1905).
- Pandanus bantamensis Koord., Recueil Trav. Bot. Néerl. 7: 96 (1910).
- Pandanus barai Martelli, Leafl. Philipp. Bot. 3: 1126 (1911).
- Pandanus barbellatus Huynh, Bull. Soc. Neuchâteloise Sci. Nat. 121: 57 (1998).
- Pandanus barkleyi Balf.f. in J.G.Baker, Fl. Mauritius: 397 (1877).
- Pandanus basalticola H.St.John, Pacific Sci. 29: 387 (1975).
- Pandanus basedowii C.H.Wright, Bull. Misc. Inform. Kew 1930: 158 (1930).
- Pandanus basilocularis Martelli, Boll. Soc. Bot. Ital. 1904: 299 (1904).
- Pandanus bathiei Martelli, Mém. Inst. Sci. Madagascar, Sér. B, Biol. Vég. 3: 150 (1951).
- Pandanus beccarii Solms, Ann. Jard. Bot. Buitenzorg 3: 97 (1883).
- Pandanus beccatus B.C.Stone, Sandakania 2: 65 (1993).
- Pandanus bemarahensis Huynh, Candollea 54: 152 (1999).
- Pandanus benignus H.St.John, Pacific Pl. Stud. 46: 9 (1987).
- Pandanus biakensis H.St.John, Pacific Sci. 14: 231 (1960).
- Pandanus biceps B.C.Stone & Guillaumet, Adansonia, n.s., 10: 129 (1970).
- Pandanus biciliatus H.St.John, Pacific Sci. 27: 64 (1973).
- Pandanus bicornis Ridl., J. Straits Branch Roy. Asiat. Soc. 41: 49 (1904).
- Pandanus bifidus H.St.John, Pacific Sci. 17: 475 (1963).
- Pandanus biformatus H.St.John, Pacific Sci. 27: 67 (1973).
- Pandanus bilamellatus Martelli, Mém. Inst. Sci. Madagascar, Sér. B, Biol. Vég. 3: 109 (1951).
- Pandanus bilinearis H.St.John, Rev. Gen. Pandanus 61: 18 (1989).
- Pandanus biliranensis Merr., Philipp. J. Sci., C 13: 266 (1918).
- Pandanus bilobatus H.St.John ex Huynh, Garcia de Orta, Sér. Bot. 9: 29 (1987 publ. 1988).
- Pandanus biplicatus H.St.John, Pacific Sci. 17: 466 (1963).
- Pandanus bipollicaris H.St.John, Pacific Sci. 17: 477 (1963).
- Pandanus bipyramidatus Martelli, Webbia 2: 434 (1908).
- Pandanus bismarckensis H.St.John, Rev. Gen. Pandanus 51: 30 (1989).
- Pandanus boemiensis Kaneh., Bot. Mag. (Tokyo) 55: 302 (1941).
- Pandanus boivinii Solms, Linnaea 42: 26 (1878).
- Pandanus boninensis Warb. in H.G.A.Engler (ed.), Pflanzenr., IV, 9: 45 (1900).
- Pandanus borneensis Warb. in H.G.A.Engler (ed.), Pflanzenr., IV, 9: 78 (1900).
- Pandanus botryoides Martelli, Philipp. J. Sci., C 3: 66 (1908).
- Pandanus bowersiae H.St.John, Contr. Herb. Austral. 3: 1 (1974).
- Pandanus brachus H.St.John, Pacific Sci. 29: 390 (1975).
- Pandanus brachycarpus Martelli, Webbia 2: 431 (1908).
- Pandanus brachyphyllus Merr. & L.M.Perry, J. Arnold Arbor. 21: 170 (1940).
- Pandanus brachyspathus Martelli, Webbia 4: 420 (1914).
- Pandanus bracteosus H.St.John, Pacific Sci. 22: 525 (1968).
- Pandanus brassii Martelli, J. Arnold Arbor. 10: 139 (1929).
- Pandanus brevicornutus H.St.John, Pacific Sci. 17: 34 (1963).
- Pandanus breviendocarpicus H.St.John, Rev. Gen. Pandanus 61: 54 (1989).
- Pandanus brevifolius Martelli, Boll. Soc. Bot. Ital. 1904: 302 (1904).
- Pandanus brevifrugalis Huynh, Bot. Jahrb. Syst. 109: 357 (1988).
- Pandanus brevispathus Martelli, Philipp. J. Sci., C 3: 69 (1908).
- Pandanus brevistipes Martelli, Webbia 4: 421 (1914).
- Pandanus brevistylis H.St.John ex B.C.Stone, Fed. Mus. J. 23: 39 (1978).
- Pandanus brongniartii H.St.John, Rev. Gen. Pandanus 61: 19 (1989).
- Pandanus brookei Martelli, Proc. Roy. Soc. Queensland 45: 26 (1933 publ. 1934).
- Pandanus brosimos Merr. & L.M.Perry, J. Arnold Arbor. 21: 171 (1940).
- Pandanus brunigii H.St.John ex B.C.Stone, Fed. Mus. J. 23: 32 (1978).
- Pandanus bryanii H.St.John, Rev. Gen. Pandanus 61: 55 (1989).
- Pandanus buinensis Merr. & L.M.Perry, J. Arnold Arbor. 20: 173 (1939).
- Pandanus bullii Warb. in H.G.A.Engler (ed.), Pflanzenr., IV, 9: 89 (1900).
- Pandanus burkillianus Ridl., J. Malayan Branch. Roy. Asiat. Soc. 1: 106 (1923).
- Pandanus burmanicus B.C.Stone, Gard. Bull. Singapore 34: 177 (1981).
- Pandanus busuangaensis Merr., Philipp. J. Sci. 26: 449 (1925).
- Pandanus butayei De Wild., Rev. Cultures Colon. 10: 15 (1900).
- Pandanus calamianensis Merr., Philipp. J. Sci. 26: 448 (1925).
- Pandanus calathiphorus (Gaudich. ex Decne.) Balf.f., J. Linn. Soc., Bot. 17: 42 (1878).
- Pandanus calceiformis Martelli, Leafl. Philipp. Bot. 3: 1127 (1911).
- Pandanus calcicola Holttum & H.St.John, Pacific Sci. 16: 230 (1962).
- Pandanus calcinactus H.St.John ex B.C.Stone, Fed. Mus. J. 23: 57 (1978).
- Pandanus calcis H.St.John, Pacific Sci. 17: 473 (1963).
- Pandanus calostigma Martelli, Webbia 2: 428 (1908).
  - Pandanus calostigma var. calostigma.
  - Pandanus calostigma f. samoanus Martelli, Occas. Pap. Bernice Pauahi Bishop Mus. 10(13): 9 (1934).
  - Pandanus calostigma var. tenaruensis B.C.Stone, Malaysian J. Sci. 2A: 62 (1973).
- Pandanus calvus B.C.Stone, Blumea 32: 427 (1987).
- Pandanus camarinensis Merr., Philipp. J. Sci. 14: 367 (1919).
- Pandanus canaranus Warb. in H.G.A.Engler (ed.), Pflanzenr., IV, 9: 75 (1900).
- Pandanus candelabrum P.Beauv., Fl. Oware 1: 37 (1805).
- Pandanus capitellatus Merr. & L.M.Perry, J. Arnold Arbor. 20: 160 (1939).
- Pandanus capusii Martelli, Boll. Soc. Bot. Ital. 1904: 302 (1904).
- Pandanus caricosus Spreng., Syst. Veg. 3: 897 (1826).
- Pandanus carmichaelii R.E.Vaughan & Wiehe, J. Linn. Soc., Bot. 55: 23 (1953).
- Pandanus carrii H.St.John, Pacific Sci. 22: 514 (1968).
- Pandanus castaneus H.St.John & B.C.Stone, Melanes. Pl. Stud.: 5 (1965).
- Pandanus caudatifolius H.St.John, Pacific Sci. 17: 5 (1963).
- Pandanus caudatus Merr., Publ. Bur. Sci. Gov. Lab. 29: 6 (1905).
- Pandanus cavatus H.St.John, Rev. Gen. Pandanus 61: 20 (1989).
- Pandanus celebicus Warb. in H.G.A.Engler (ed.), Pflanzenr., IV, 9: 80 (1900).
- Pandanus cephalotus B.C.Stone, Mauritius Inst. Bull. 7: 13 (1971).
- Pandanus ceratostigma Martelli, Webbia 4: 428 (1914).
- Pandanus cernuifolius Merr. & L.M.Perry, J. Arnold Arbor. 20: 180 (1939).
- Pandanus ceylanicus Solms, Linnaea 42: 16 (1878).
- Pandanus cheilostigma B.C.Stone, Bot. Jahrb. Syst. 94: 535 (1974).
- Pandanus chevalieri H.St.John ex Huynh, Bot. Jahrb. Syst. 110: 96 (1988).
- Pandanus chiliocarpus Stapf, J. Linn. Soc., Bot. 37: 530 (1906).
- Pandanus christmatensis Martelli, Webbia 1: 362 (1905).
- Pandanus cissei Huynh, Bull. Soc. Neuchâteloise Sci. Nat. 119: 27 (1996).
- Pandanus clandestinus B.C.Stone, Adansonia, n.s., 12: 412 (1972).
- Pandanus clarkei B.C.Stone, Contr. Herb. Austral. 4: 17 (1974).
- Pandanus clausus H.St.John, Pacific Sci. 27: 69 (1973).
- Pandanus clementis Merr., Philipp. J. Sci. 1(Suppl.): 178 (1906).
- Pandanus cochleatus H.St.John, Pacific Sci. 14: 236 (1960).
- Pandanus collinus Ridl., Mat. Fl. Malay. Penins. 2: 228 (1907).
- Pandanus columbiformis B.C.Stone, Contr. Herb. Austral. 4: 8 (1974).
- Pandanus columellatus Huynh, Candollea 42: 140 (1987).
- Pandanus columnaris H.St.John, Pacific Sci. 22: 104 (1968).
- Pandanus columniformis Fagerl., Svensk Bot. Tidskr. 34: 101 (1940).
- Pandanus comatus Martelli, Mém. Inst. Sci. Madagascar, Sér. B, Biol. Vég. 3: 129 (1951).
- Pandanus cominsii Hemsl., Hooker's Icon. Pl. 27: t. 2654 (1900).
  - Pandanus cominsii var. augustus B.C.Stone, Malaysian J. Sci. 1A: 109 (1972).
  - Pandanus cominsii var. cominsii.
  - Pandanus cominsii var. micronesicus B.C.Stone, Melanes. Pl. Stud.: 5 (1965).
- Pandanus concavus H.St.John, Pacific Sci. 27: 71 (1973).
- Pandanus concinnus Merr. & L.M.Perry, J. Arnold Arbor. 21: 172 (1940).
- Pandanus concretus Baker, J. Linn. Soc., Bot. 21: 448 (1885).
  - Pandanus concretus subsp. circularis Callm., Bot. Helv. 112: 64 (2002), published as stat. nov. but without exact basion
  - Pandanus concretus subsp. concretus.
- Pandanus conglomeratus Balf.f. in J.G.Baker, Fl. Mauritius: 403 (1877).
- Pandanus congregatus H.St.John, Pacific Sci. 27: 49 (1973).
- Pandanus conicus H.St.John, Pacific Sci. 14: 234 (1960).
- Pandanus connatus H.St.John, Pacific Sci. 22: 131 (1968).
- Pandanus conoideus Lam., Encycl. 1: 372 (1785).
- Pandanus cookii Martelli, Webbia 4: 401 (1914).
- Pandanus copelandii Merr., Publ. Bur. Sci. Gov. Lab. 17: 7 (1904).
- Pandanus cordatus H.St.John, Pacific Sci. 23: 99 (1969).
- Pandanus coriaceus Huynh, Bot. Jahrb. Syst. 122: 215 (2000).
- Pandanus corneri Kaneh., J. Jap. Bot. 14: 433 (1938).
- Pandanus corniferus H.St.John, Pacific Sci. 16: 121 (1962).
- Pandanus crassicollis Huynh, Bull. Soc. Neuchâteloise Sci. Nat. 110: 9 (1987).
- Pandanus crassilix Huynh, Bot. Helv. 101: 253 (1991).
- Pandanus crenifer H.St.John, Rev. Gen. Pandanus 61: 21 (1989).
- Pandanus crinifolius Martelli, Boll. Soc. Bot. Ital. 1904: 301 (1904).
- Pandanus croceus B.C.Stone, Contr. Herb. Austral. 4: 23 (1974).
- Pandanus crustatus Martelli, Univ. Calif. Publ. Bot. 17: 173 (1933).
- Pandanus cubicus H.St.John, Pacific Sci. 23: 360 (1969).
- Pandanus cumingianus Martelli, Philipp. J. Sci., C 3: 70 (1908).
- Pandanus cuneatus Huynh, Candollea 54: 157 (1999).
- Pandanus cuneiformis H.St.John, Rev. Gen. Pandanus 60: 13 (1989).
- Pandanus cupribasalis H.St.John, Pacific Sci. 19: 101 (1965).
- Pandanus cyaneoglaucescens Martelli, Mém. Inst. Sci. Madagascar, Sér. B, Biol. Vég. 3: 89 (1951).
- Pandanus daenikeri H.St.John, Rev. Gen. Pandanus 61: 56 (1989).
- Pandanus dammannii Warb. in H.G.A.Engler (ed.), Pflanzenr., IV, 9: 49 (1900).
- Pandanus danckelmannianus K.Schum. in K.M.Schumann & U.M.Hollrung, Fl. Kais. Wilh. Land: 17 (1889).
- Pandanus darwinensis H.St.John, Pacific Sci. 16: 417 (1962).
  - Pandanus darwinensis var. darwinensis.
  - Pandanus darwinensis var. latifructus (H.St.John) B.C.Stone, Nuytsia 2: 251 (1978).
- Pandanus dasodes H.St.John, Rev. Gen. Pandanus 61: 43 (1989).
- Pandanus dasystigma Kaneh., J. Jap. Bot. 14: 435 (1938).
- Pandanus dauphinensis Martelli, Mém. Inst. Sci. Madagascar, Sér. B, Biol. Vég. 3: 38 (1951).
- Pandanus daymanensis H.St.John, Pacific Sci. 27: 79 (1973).
- Pandanus de-lestangii Martelli, Proc. Roy. Soc. Queensland 38: 57 (1926 publ. 1927).
- Pandanus decastigma B.C.Stone, Bull. Mus. Natl. Hist. Nat., B, Adansonia 1984: 58 (1984).
- Pandanus decipiens Martelli, Webbia 4: 402 (1914).
- Pandanus decus-montium B.C.Stone, Proc. Biol. Soc. Wash. 82: 441 (1969).
- Pandanus denudatus Huynh, Bull. Soc. Neuchâteloise Sci. Nat. 110: 11 (1987).
- Pandanus depauperatus Merr., Philipp. J. Sci. 26: 448 (1925).
- Pandanus dictyotus H.St.John ex B.C.Stone, J. Arnold Arbor. 64: 319 (1983).
- Pandanus diffusus Martelli, Mém. Inst. Sci. Madagascar, Sér. B, Biol. Vég. 3: 57 (1951).
- Pandanus dinagatensis Merr., Philipp. J. Sci. 17: 240 (1920 publ. 1921).
- Pandanus dipsaceus Martelli, Boll. Soc. Bot. Ital. 1904: 304 (1904).
- Pandanus discostigma Martelli, Webbia 4: 427 (1914).
- Pandanus distans Craib, Bull. Misc. Inform. Kew 1912: 417 (1912).
- Pandanus distentus H.St.John, Pacific Sci. 17: 35 (1963).
- Pandanus diversus H.St.John, Bot. Mag. (Tokyo) 85: 245 (1972).
- Pandanus djalonensis Huynh, Webbia 41: 155 (1987).
- Pandanus dolichopodus Merr. & L.M.Perry, J. Arnold Arbor. 21: 169 (1940).
- Pandanus dorystigma Martelli, Boll. Soc. Bot. Ital. 1904: 301 (1904).
- Pandanus drupaceus Thouars, Bull. Sci. Soc. Philom. Paris 1808: 4 (1808).
- Pandanus dubius Spreng., Syst. Veg. 3: 897 (1826).
  - Pandanus dubius var. compressus (Martelli) B.C.Stone, Kew Bull. 31: 50 (1976).
  - Pandanus dubius var. dubius.
- Pandanus dumetorum Holttum & H.St.John, Pacific Sci. 16: 227 (1962).
- Pandanus durio Martelli, Univ. Calif. Publ. Bot. 12: 369 (1930).
- Pandanus dyckioides Baker, J. Linn. Soc., Bot. 22: 527 (1887).
- Pandanus dyeri Sander, Gard. Chron., III, 11: 731 (1892).
- Pandanus echinodermops Holttum & H.St.John, Pacific Sci. 16: 228 (1962).
- Pandanus echinops Huynh, Bull. Soc. Neuchâteloise Sci. Nat. 118: 31 (1995).
- Pandanus edulis Thouars, Bull. Sci. Soc. Philom. Paris 1808: 4 (1808).
- Pandanus efateensis H.St.John, Rev. Gen. Pandanus 60: 15 (1989).
- Pandanus elatus Ridl., J. Straits Branch Roy. Asiat. Soc. 45: 239 (1906).
- Pandanus ellipsoideus Warb. in H.G.A.Engler (ed.), Pflanzenr., IV, 9: 81 (1900).
- Pandanus elostigma Martelli, Boll. Soc. Bot. Ital. 1904: 303 (1904).
- Pandanus emarginatus H.St.John, Bot. Mag. (Tokyo) 85: 247 (1972).
- Pandanus endeavourensis H.St.John, Pacific Sci. 16: 300 (1962).
- Pandanus englerianus Martelli, Bot. Jahrb. Syst. 49: 65 (1912).
- Pandanus ensifolius Thouars, Bull. Sci. Soc. Philom. Paris 1808: 4 (1808).
- Pandanus epiphyticus Martelli, Boll. Soc. Bot. Ital. 1904: 394 (1904).
- Pandanus erectus H.St.John, Pacific Sci. 22: 123 (1968).
- Pandanus erinaceus B.C.Stone, Micronesica, Suppl. 1: 1 (1966).
- Pandanus erythros H.St.John, Pacific Sci. 22: 515 (1968).
- Pandanus esculentus Martelli, Webbia 4: 403 (1914).
- Pandanus eumekes H.St.John ex B.C.Stone, Fed. Mus. J. 23: 43 (1978).
- Pandanus evexus H.St.John, Rev. Gen. Pandanus 47: 7 (1989).
- Pandanus exaltatus Blanco, Fl. Filip.: 778 (1837).
- Pandanus exarmatus H.St.John, Pacific Sci. 16: 302 (1962).
- Pandanus exiguus Merr. & L.M.Perry, J. Arnold Arbor. 20: 170 (1939).
- Pandanus eydouxia Balf.f. in J.G.Baker, Fl. Mauritius: 401 (1877).
- Pandanus fanningensis H.St.John, Pacific Sci. 28: 339 (1974).
- Pandanus farakoensis Huynh, Bull. Soc. Neuchâteloise Sci. Nat. 119: 32 (1996).
- Pandanus faviger Backer, Handb. Fl. Java 1: 44 (1925).
- Pandanus ferrimontanus H.St.John, Pacific Sci. 15: 565 (1961).
- Pandanus fetosus Huynh, Bull. Soc. Neuchâteloise Sci. Nat. 123: 30 (2000).
- Pandanus fibrosus Gagnep., Notul. Syst. (Paris) 6: 177 (1938).
- Pandanus fidelis H.St.John, Rev. Gen. Pandanus 62: 6 (1990).
- Pandanus flagellaris B.C.Stone, Adansonia, n.s., 14: 550 (1974 publ. 1975).
- Pandanus flagellibracteatus Huynh, Candollea 54: 150 (1999).
- Pandanus flavicarpus B.C.Stone, Micronesica, Suppl. 1: 1 (1966).
- Pandanus flintinsularis H.St.John, Rev. Gen. Pandanus 59: 1 (1989).
- Pandanus floribundus Merr. & L.M.Perry, J. Arnold Arbor. 20: 181 (1939).
- Pandanus foetidus Roxb., Fl. Ind. ed. 1832, 3: 742 (1832).
- Pandanus forbesii Warb. in H.G.A.Engler (ed.), Pflanzenr., IV, 9: 78 (1900).
- Pandanus forsteri C.Moore & F.Muell., Fragm. 8: 220 (1874).
- Pandanus foveolatus Kaneh., Bot. Mag. (Tokyo) 55: 300 (1941).
- Pandanus freetownensis Huynh, Bot. Helv. 98: 187 (1988).
- Pandanus fruticosus H.St.John, Pacific Sci. 15: 579 (1961).
- Pandanus furcatus Roxb., Fl. Ind. ed. 1832, 3: 744 (1832).
- Pandanus fusinus Martelli, Univ. Calif. Publ. Bot. 15: 17 (1929).
- Pandanus gabonensis Huynh, in Fl. Gabon 28: 12 (1986).
- Pandanus galeatus H.St.John, Pacific Sci. 27: 74 (1973).
- Pandanus galorei B.C.Stone, Contr. Herb. Austral. 4: 21 (1974).
- Pandanus gasicus Huynh, Bot. Helv. 99: 21 (1989).
- Pandanus gazelleensis H.St.John, Rev. Gen. Pandanus 51: 31 (1989).
- Pandanus gemmiferus H.St.John, Pacific Sci. 16: 74 (1962).
- Pandanus gibberosus H.St.John, Rev. Gen. Pandanus 61: 67 (1989).
- Pandanus gibbsianus Martelli, J. Linn. Soc., Bot. 42: 170 (1914).
- Pandanus gilbertanus Martelli, Webbia 4: 404 (1914).
- Pandanus gillespiei H.St.John, Pacific Sci. 29: 69 (1975).
- Pandanus gladiator B.C.Stone, Gard. Bull. Singapore 36: 209 (1983 publ. 1984).
- Pandanus gladiifolius Martelli, Boll. Soc. Bot. Ital. 1904: 301 (1904).
- Pandanus glaphyros H.St.John, Rev. Gen. Pandanus 51: 33 (1989).
- Pandanus glauciferus H.St.John, Pacific Sci. 15: 327 (1961).
- Pandanus glaucocephalus R.E.Vaughan & Wiehe, J. Linn. Soc., Bot. 55: 22 (1953).
- Pandanus glaucophyllus Ridl., J. Straits Branch Roy. Asiat. Soc. 41: 50 (1904).
- Pandanus globatus H.St.John, Rev. Gen. Pandanus 61: 44 (1989).
- Pandanus globulatus Huynh, Bot. Helv. 107: 94 (1997).
- Pandanus globulosus H.St.John, Pacific Sci. 17: 5 (1963).
- Pandanus gossweileri H.St.John ex Huynh, Garcia de Orta, Sér. Bot. 9: 31 (1987 publ. 1988).
- Pandanus gracilialatus H.St.John, Rev. Gen. Pandanus 62: 7 (1990).
- Pandanus gracilis Blanco, Fl. Filip.: 778 (1837).
- Pandanus grallatus B.C.Stone, Adansonia, n.s., 14: 548 (1974 publ. 1975).
- Pandanus graminifolius Kurz, J. Bot. 5: 104 (1867).
- Pandanus granulosus H.St.John, Rev. Gen. Pandanus 51: 1 (1989).
- Pandanus grusonianus L.Linden & Rodigas, Ill. Hort. 34: 35 (1887).
- Pandanus guillaumetii B.C.Stone, Webbia 24: 606 (1970).
- Pandanus guineabissauensis Huynh, Candollea 42: 140 (1987).
- Pandanus halleorum B.C.Stone, Kew Bull. 31: 50 (1976).
- Pandanus hata H.St.John, Pacific Sci. 29: 395 (1975).
- Pandanus helicopus Kurz ex Miq., Ann. Mus. Bot. Lugduno-Batavi 2: 54 (1865).
- Pandanus hemisphaericus H.St.John, Pacific Sci. 23: 364 (1969).
- Pandanus hendersonensis H.St.John, Rev. Gen. Pandanus 49: 15 (1989).
- Pandanus herbaceus Martelli, Boll. Soc. Bot. Ital. 1904: 303 (1904).
- Pandanus hermaphroditus Martelli, Mém. Inst. Sci. Madagascar, Sér. B, Biol. Vég. 3: 31 (1951).
- Pandanus hermesii B.C.Stone, Kalikasan 5: 25 (1976).
- Pandanus hermsianus Martelli, Univ. Calif. Publ. Bot. 13: 144 (1926).
- Pandanus heterocarpus Balf.f., J. Linn. Soc., Bot. 16: 22 (1877).
- Pandanus heterostigma (Martelli) Martelli, Webbia 4: 16 (1913).
- Pandanus hollrungii Warb. in H.G.A.Engler (ed.), Pflanzenr., IV, 9: 71 (1900).
- Pandanus hooglandii H.St.John, Pacific Sci. 27: 56 (1973).
- Pandanus horizontalis H.St.John, Pacific Sci. 19: 107 (1965).
- Pandanus houlletii Carrière, Rev. Hort. 1868: 210 (1868).
- Pandanus humericus H.St.John, Rev. Gen. Pandanus 52: 7 (1989).
- Pandanus humicola Kaneh., Bot. Mag. (Tokyo) 55: 305 (1941).
- Pandanus humifer H.St.John, Pacific Sci. 23: 106 (1969).
- Pandanus humilior H.St.John, Rev. Gen. Pandanus 51: 34 (1989).
- Pandanus humilis Lour., Fl. Cochinch.: 603 (1790).
- Pandanus huynhii B.C.Stone, Fed. Mus. J. 13: 133 (1969 publ. 1972).
- Pandanus hystrix Martelli, Boll. Soc. Bot. Ital. 1904: 300 (1904).
- Pandanus iceryi Horne ex Balf.f. in J.G.Baker, Fl. Mauritius: 400 (1877).
- Pandanus ihuanus Martelli, J. Arnold Arbor. 10: 141 (1929).
- Pandanus ijzermannii Boerl. & Koord. in A.Koorders-Schumacher, Syst. Verz. 2: 13 (1910).
- Pandanus imerinensis Martelli, Webbia 2: 436 (1908).
- Pandanus immersus Ridl., J. Straits Branch Roy. Asiat. Soc. 41: 48 (1904).
- Pandanus incertus R.E.Vaughan & Wiehe, J. Linn. Soc., Bot. 55: 24 (1953).
- Pandanus induratus H.St.John, Rev. Gen. Pandanus 61: 57 (1989).
- Pandanus inokumae Kaneh., Bot. Mag. (Tokyo) 54: 255 (1940).
- Pandanus inquilinus B.C.Stone, Fed. Mus. J. 23: 60 (1978).
- Pandanus insolitus Huynh, Webbia 41: 160 (1987).
- Pandanus insuetus Huynh, Bot. Jahrb. Syst. 122: 217 (2000).
- Pandanus interior H.St.John, Rev. Gen. Pandanus 47: 8 (1989).
- Pandanus intricatus Martelli & Pic.Serm., Mém. Inst. Sci. Madagascar, Sér. B, Biol. Vég. 3: 64 (1951).
- Pandanus inundatus H.St.John, Pacific Sci. 17: 38 (1963).
- Pandanus involutus H.St.John, Pacific Sci. 22: 532 (1968).
- Pandanus irregularis Ridl., Fl. Malay Penins. 4: 76 (1925).
- Pandanus isalicus Huynh, Candollea 54: 155 (1999).
- Pandanus isis H.St.John, Rev. Gen. Pandanus 51: 17 (1989).
- Pandanus iwen B.C.Stone, Econ. Bot. 38: 305 (1984).
- Pandanus jacobsii B.C.Stone, Gard. Bull. Singapore 36: 210 (198.
- Pandanus jaffrei H.St.John, Rev. Gen. Pandanus 61: 5 (1989).
- Pandanus japensis Martelli, Bot. Jahrb. Syst. 49: 65 (1912).
- Pandanus johorensis Martelli, Boll. Soc. Bot. Ital. 1904: 302 (1904).
- Pandanus joskei Horne ex Balf.f., J. Linn. Soc., Bot. 20: 416 (1883).
- Pandanus julianettii Martelli, Webbia 2: 433 (1908).
- Pandanus juliferus Martelli, Webbia 4: 428 (1914).
- Pandanus kaernbachii Warb. in H.G.A.Engler (ed.), Pflanzenr., IV, 9: 49 (1900).
- Pandanus kaida Kurz, J. Asiat. Soc. Bengal, Pt. 2, Nat. Hist. 38(2): 148 (1869).
- Pandanus kajewskii Merr. & L.M.Perry, J. Arnold Arbor. 20: 166 (1939).
- Pandanus kajui Beentje, in Fl. Trop. E. Afr., Pandanac.: 6 (1993).
- Pandanus kamiae B.C.Stone, Fed. Mus. J. 15: 201 (1970 publ. 1972).
- Pandanus kanehirae Martelli in R.Kanehira, Fl. Micron.: 65 (1933).
- Pandanus katatonos H.St.John, Bot. Mag. (Tokyo) 85: 253 (1972).
- Pandanus katensis F.Br., Bernice P. Bishop Mus. Bull. 84: 42 (1931).
- Pandanus kaviengensis H.St.John, Rev. Gen. Pandanus 51: 35 (1989).
- Pandanus kedahensis H.St.John, Pacific Sci. 17: 41 (1963).
- Pandanus kennedyensis H.St.John, Pacific Sci. 23: 108 (1969).
- Pandanus kerchovei L.Linden & Rodigas, Ill. Hort. 33: 951 (1886).
- Pandanus ketele B.C.Stone, J. Arnold Arbor. 64: 312 (1983).
- Pandanus kimlangii Callm. & Laivao, Bot. Helv. 12: 51 (2002).
- Pandanus kinabaluensis H.St.John ex B.C.Stone, Malaysian J. Sci. 3A: 73 (1975).
- Pandanus kingianus Martelli, Webbia 4: 431 (1914).
- Pandanus kirkii Rendle, J. Bot. 32: 326 (1894).
- Pandanus kivi Martelli, J. Arnold Arbor. 10: 140 (1929).
- Pandanus kjellbergii Fagerl., Bot. Not. 1941: 176 (1941).
- Pandanus klossii Ridl., J. Fed. Malay States Mus. 6: 190 (1915).
- Pandanus koordersii Martelli, Webbia 4: 429 (1914).
- Pandanus korthalsii Solms, Linnaea 42: 12 (1878).
- Pandanus kosteri B.C.Stone, Blumea 32: 435 (1987).
- Pandanus krauelianus K.Schum. in K.M.Schumann & U.M.Hollrung, Fl. Kais. Wilh. Land: 18 (1889).
- Pandanus kuepferi Callm., Wohlh. & Laivao, Candollea 58: 66 (2003).
- Pandanus kurandaensis H.St.John, Pacific Sci. 16: 78 (1962).
- Pandanus kurzii Merr., Interpr. Herb. Amboin.: 107 (1917).
- Pandanus kusaicolus Kaneh., Bot. Mag. (Tokyo) 51: 907 (1937).
- Pandanus labyrinthicus Kurz ex Miq., Ann. Mus. Bot. Lugduno-Batavi 2: 53 (1865).
  - Pandanus labyrinthicus var. labyrinthicus.
  - Pandanus labyrinthicus var. spinosissimus (Ridl.) B.C.Stone, Fed. Mus. J. 28: 76 (1982 publ. 1983).
- Pandanus lachaisei Huynh, Bot. Jahrb. Syst. 109: 351 (1988).
- Pandanus lacuum H.St.John, Bot. Mag. (Tokyo) 95: 236 (1982).
- Pandanus laferrerei Huynh, Bot. Helv. 98: 33 (1988).
- Pandanus lageniformis (Gaudich.) Balf.f., J. Linn. Soc., Bot. 17: 50 (1878).
- Pandanus lais Kurz, Tijdschr. Ned.-Indië 27: 218 (1864).
- Pandanus lamekotensis Markgr., Notizbl. Bot. Gart. Berlin-Dahlem 10: 112 (1927).
- Pandanus lamprocephalus Merr. & L.M.Perry, J. Arnold Arbor. 20: 181 (1939).
- Pandanus lanutooensis Martelli, Occas. Pap. Bernice Pauahi Bishop Mus. 10(13): 19 (1934).
- Pandanus lateralis Martelli, Philipp. J. Sci., C 3: 68 (1908).
- Pandanus latericius B.C.Stone, Micronesica, Suppl. 1: 2 (1966).
- Pandanus laticonvexus H.St.John, Rev. Gen. Pandanus 61: 58 (1989).
- Pandanus latiloculatus Huynh, Bot. Helv. 101: 248 (1991).
- Pandanus latior H.St.John, Rev. Gen. Pandanus 47: 10 (1989).
- Pandanus latistigmaticus Huynh, Candollea 54: 149 (1999).
- Pandanus lauterbachii K.Schum. & Warb. in H.G.A.Engler (ed.), Pflanzenr., IV, 9: 81 (1900).
- Pandanus laxespicatus Martelli, Mém. Inst. Sci. Madagascar, Sér. B, Biol. Vég. 3: 126 (1951).
- Pandanus leiophyllus Martelli, Webbia 4: 422 (1914).
- Pandanus lepatophilus B.C.Stone, Bot. J. Linn. Soc. 85: 31 (1982).
- Pandanus leptocarpus Martelli, J. Arnold Arbor. 10: 140 (1929).
- Pandanus leptocaulis Merr. & L.M.Perry, J. Arnold Arbor. 21: 172 (1940).
- Pandanus leptopodus Martelli, Mém. Inst. Sci. Madagascar, Sér. B, Biol. Vég. 3: 70 (1951).
- Pandanus leram Voigt, Hort. Suburb. Calcutt.: 683 (1845).
  - Pandanus leram var. andamanensium (Kurz) ined..
  - Pandanus leram var. leram.
- Pandanus leuconotus B.C.Stone, J. Arnold Arbor. 64: 319 (1983).
- Pandanus levuensis Martelli, Univ. Calif. Publ. Bot. 12: 334 (1930).
- Pandanus liberiensis Huynh, Bull. Soc. Neuchâteloise Sci. Nat. 111: 83 (1988).
- Pandanus lictor B.C.Stone, Micronesica, Suppl. 1: 1 (1966).
- Pandanus lifouensis H.St.John, Rev. Gen. Pandanus 62: 1 (1990).
- Pandanus ligulatus H.St.John, Pacific Sci. 19: 532 (1965).
- Pandanus limbatus Merr. & L.M.Perry, J. Arnold Arbor. 20: 168 (1939).
- Pandanus linguiformis B.C.Stone, Bot. Jahrb. Syst. 94: 537 (1974).
- Pandanus livingstonianus Rendle, J. Bot. 32: 336 (1894).
- Pandanus loherianus Martelli, Webbia 4: 423 (1914).
- Pandanus longicaudatus Holttum & H.St.John, Pacific Sci. 16: 232 (1962).
- Pandanus longicuspidatus Pic.Serm., Mém. Inst. Sci. Madagascar, Sér. B, Biol. Vég. 3: 107 (1951).
- Pandanus longipedunculatus Fagerl., Bot. Not. 1941: 181 (1941).
- Pandanus longipes H.Perrier ex Martelli, Mém. Inst. Sci. Madagascar, Sér. B, Biol. Vég. 3: 80 (1951).
- Pandanus longissimipedunculatus Martelli, Mém. Inst. Sci. Madagascar, Sér. B, Biol. Vég. 3: 158 (1951).
- Pandanus longissimus H.St.John, Rev. Gen. Pandanus 51: 36 (1989).
- Pandanus longistylus Martelli & Pic.Serm., Mém. Inst. Sci. Madagascar, Sér. B, Biol. Vég. 3: 145 (1951).
- Pandanus lorencei Huynh, Gard. Bull. Singapore 51: 166 (1999).
- Pandanus lustrorum B.C.Stone, J. Arnold Arbor. 64: 313 (1983).
- Pandanus luteus H.St.John, Pacific Sci. 27: 77 (1973).
- Pandanus luzonensis Merr., Publ. Bur. Sci. Gov. Lab. 17: 6 (1904).
- Pandanus mac-gregorii Solms, Bot. Zeit. 47: 511 (1889).
- Pandanus macrocarpus Vieill., Ann. Sci. Nat., Bot., IV, 16: 51 (1861).
- Pandanus macrojeanneretia Martelli in R.Kanehira, Fl. Micron.: 66 (1933).
- Pandanus macrophyllus Martelli, Webbia 2: 437 (1908).
- Pandanus maevaranensis Martelli, Mém. Inst. Sci. Madagascar, Sér. B, Biol. Vég. 3: 91 (1951).
- Pandanus magnicavernosus H.St.John, Pacific Sci. 15: 587 (1961).
- Pandanus magnifibrosus H.St.John, Pacific Sci. 17: 478 (1963).
- Pandanus magnificus Martelli, Bot. Jahrb. Syst. 49: 66 (1912).
- Pandanus majungensis Huynh, Candollea 54: 154 (1999).
- Pandanus malgassicus Pic.Serm., Mém. Inst. Sci. Madagascar, Sér. B, Biol. Vég. 3: 103 (1951).
- Pandanus malgrasii Huynh, Bull. Soc. Neuchâteloise Sci. Nat. 118: 28 (1995).
- Pandanus mammillaris Martelli & Pic.Serm., Mém. Inst. Sci. Madagascar, Sér. B, Biol. Vég. 3: 47 (1951).
- Pandanus manamboloensis Huynh, Bull. Soc. Neuchâteloise Sci. Nat. 124: 54 (2001).
- Pandanus manensis Martelli, Webbia 4: 424 (1914).
- Pandanus mangokensis Martelli, Mém. Inst. Sci. Madagascar, Sér. B, Biol. Vég. 3: 133 (1951).
- Pandanus manongarivensis Huynh, Candollea 54: 153 (1999).
- Pandanus mapola Martelli, Leafl. Philipp. Bot. 3: 1124 (1911).
- Pandanus mareensis H.St.John, Rev. Gen. Pandanus 62: 2 (1990).
- Pandanus marginatus H.St.John, Pacific Sci. 22: 520 (1968).
- Pandanus marinus H.St.John, Pacific Sci. 27: 87 (1973).
- Pandanus marojejicus Callm. & Laivao, Candollea 58: 67 (2003).
- Pandanus maromokotrensis Callm. & Wohlh., Adansonia, III, 23: 53 (2001).
- Pandanus martellii Elmer, Leafl. Philipp. Bot. 1: 272 (1908).
- Pandanus matthewsii Merr., J. Straits Branch Roy. Asiat. Soc. 85: 153 (1922).
- Pandanus mauricei H.St.John, Rev. Gen. Pandanus 60: 1 (1989).
- Pandanus maximus Martelli, Webbia 2: 423 (1908).
- Pandanus mayotteensis H.St.John, Pacific Sci. 22: 99 (1968).
- Pandanus mc-keei H.St.John, Pacific Sci. 21: 282 (1967).
- Pandanus medialinermis H.St.John, Pacific Sci. 16: 303 (1962).
- Pandanus medialis H.St.John, Rev. Gen. Pandanus 61: 59 (1989).
- Pandanus megacarpus Martelli, Webbia 4: 405 (1914).
- Pandanus mei F.Br., Bernice P. Bishop Mus. Bull. 84: 40 (1931).
- Pandanus membranaceus Huynh, Candollea 54: 151 (1999).
- Pandanus mendanensis Martelli, Atti Soc. Tosc. Sci. Nat. Pisa Mem. 42: 226 (1932).
- Pandanus menicostigma Merr. & L.M.Perry, J. Arnold Arbor. 20: 171 (1939).
- Pandanus merrillii Warb., Fragm. Fl. Philipp. 1: 50 (1904).
- Pandanus mesos H.St.John, Rev. Gen. Pandanus 62: 9 (1990).
- Pandanus metaceus H.St.John, Rev. Gen. Pandanus 61: 25 (1989).
- Pandanus micracanthus Warb. in H.G.A.Engler (ed.), Pflanzenr., IV, 9: 83 (1900).
- Pandanus microcarpus Balf.f. in J.G.Baker, Fl. Mauritius: 396 (1877).
- Pandanus microcephalus Baker, J. Linn. Soc., Bot. 21: 447 (1885).
- Pandanus microdontus Merr. & L.M.Perry, J. Arnold Arbor. 20: 177 (1939).
- Pandanus microglottis B.C.Stone, Bot. J. Linn. Soc. 85: 34 (1982).
- Pandanus microstigma (Gaudich.) Balf.f., J. Linn. Soc., Bot. 17: 53 (1878).
- Pandanus militaris (Gaudich.) Balf.f., J. Linn. Soc., Bot. 17: 53 (1878).
- Pandanus mindanaensis Martelli, Leafl. Philipp. Bot. 3: 1121 (1911).
- Pandanus minimus H.St.John, Rev. Gen. Pandanus 60: 16 (1989).
- Pandanus minisculus B.C.Stone, Micronesica, Suppl. 1: 3 (1966).
- Pandanus misimaensis H.St.John ex B.C.Stone, Fed. Mus. J. 23: 54 (1978).
- Pandanus moalaensis H.St.John, Pacific Sci. 30: 270 (1976 publ. 1977).
- Pandanus mollifoliaceus H.St.John, Pacific Sci. 17: 8 (1963).
- Pandanus monophalanx Fagerl., Bot. Not. 1941: 179 (1941).
- Pandanus monotheca Martelli, Boll. Soc. Bot. Ital. 1904: 303 (1904).
- Pandanus montaguei H.St.John, Rev. Gen. Pandanus 49: 21 (1989).
- Pandanus montanus Bory, Voy. îles Afrique 1: 313 (1804).
- Pandanus monticola F.Muell., Fragm. 5: 40 (1865).
- Pandanus mosambicius H.St.John ex Huynh, Bot. Helv. 107: 94 (1997).
- Pandanus mossmanicus H.St.John, Pacific Sci. 16: 308 (1962).
- Pandanus motleyanus Solms, Linnaea 42: 21 (1878).
- Pandanus multibracteatus Merr., Philipp. J. Sci. 17: 241 (1920 publ. 1921).
- Pandanus multicarpelatus H.St.John, Pacific Sci. 23: 112 (1969).
- Pandanus multidentatus H.St.John, Rev. Gen. Pandanus 60: 3 (1989).
- Pandanus multidrupaceus H.St.John, Pacific Sci. 16: 123 (1962).
- Pandanus multifurcatus Fagerl., Svensk Bot. Tidskr. 34: 107 (1940).
- Pandanus multispicatus Balf.f. in J.G.Baker, Fl. Mauritius: 403 (1877).
- Pandanus muralis Huynh, Bull. Soc. Neuchâteloise Sci. Nat. 118: 32 (1995).
- Pandanus muricatus Thouars, Bull. Sci. Soc. Philom. Paris 1808: 6 (1808).
- Pandanus mussauensis H.St.John, Rev. Gen. Pandanus 51: 10 (1989).
- Pandanus myriocarpus Baker, J. Linn. Soc., Bot. 25: 347 (1890).
- Pandanus nakanaiensis B.C.Stone, Melanes. Pl. Stud.: 2 (1965).
- Pandanus namakiensis Martelli, Mém. Inst. Sci. Madagascar, Sér. B, Biol. Vég. 3: 148 (1951).
- Pandanus nanofrutex B.C.Stone, J. Arnold Arbor. 64: 320 (1983).
- Pandanus nanus Martelli, Webbia 1: 370 (1905).
- Pandanus navicularis B.C.Stone, Contr. Herb. Austral. 4: 26 (1974).
- Pandanus navigatorum Martelli, Occas. Pap. Bernice Pauahi Bishop Mus. 10(13): 8 (1934).
  - Pandanus navigatorum var. elbertii B.C.Stone, Malaysian J. Sci. 2A: 64 (1973).
  - Pandanus navigatorum var. navigatorum.
- Pandanus nemoralis Merr. & L.M.Perry, J. Arnold Arbor. 20: 169 (1939).
- Pandanus neocaledonicus Martelli, Webbia 4: 416 (1914).
- Pandanus neoleptopodus Pic.Serm., Mém. Inst. Sci. Madagascar, Sér. B, Biol. Vég. 3: 78 (1951).
- Pandanus neomecklenburgensis H.St.John, Rev. Gen. Pandanus 51: 38 (1989).
- Pandanus nervosus B.C.Stone, J. Arnold Arbor. 64: 321 (1983).
- Pandanus ngunaensis H.St.John, Rev. Gen. Pandanus 60: 17 (1989).
- Pandanus nigridens B.C.Stone, Melanes. Pl. Stud.: 1 (1965).
- Pandanus nitidus (Miq.) Kurz, J. Bot. 5: 103 (1867).
- Pandanus niueensis H.St.John, Rev. Gen. Pandanus 52: 3 (1989).
- Pandanus nobilis Quisumb. & Merr., Philipp. J. Sci. 37: 134 (1928).
- Pandanus nogarete H.St.John, Rev. Gen. Pandanus 60: 10 (1989).
- Pandanus nosibicus Huynh, Bull. Soc. Neuchâteloise Sci. Nat. 120: 37 (1997).
- Pandanus noumeaensis H.St.John, Rev. Gen. Pandanus 61: 62 (1989).
- Pandanus novibritannicus H.St.John, Rev. Gen. Pandanus 51: 39 (1989).
- Pandanus novohibernicus (Martelli) Martelli, Webbia 4: 25 (1913).
  - Pandanus novohibernicus var. contractus B.C.Stone, Malaysian J. Sci. 2A: 65 (1973).
  - Pandanus novohibernicus var. leptomeris B.C.Stone, Malaysian J. Sci. 2A: 66 (1973).
  - Pandanus novohibernicus var. novohibernicus.
  - Pandanus novohibernicus var. praeacutus B.C.Stone, Malaysian J. Sci. 2A: 66 (1973).
  - Pandanus novohibernicus var. pseudoturritus B.C.Stone, Malaysian J. Sci. 2A: 67 (1973).
- Pandanus × nullumiae R.Tucker, Austrobaileya 2: 294 (1986).
- Pandanus obconicus H.St.John, Pacific Sci. 17: 481 (1963).
- Pandanus obeliscus Thouars, Bull. Sci. Soc. Philom. Paris 1808: 6 (1808).
- Pandanus oblanceoloideus H.St.John, Pacific Sci. 23: 95 (1969).
- Pandanus oblatus H.St.John, Pacific Sci. 15: 569 (1961).
- Pandanus oblongicapitellatus Huynh, Bot. Helv. 98: 177 (1988).
- Pandanus oblongus (Brongn.) Balf.f., J. Linn. Soc., Bot. 17: 54 (1878).
- Pandanus obovatus H.St.John, Pacific Sci. 17: 482 (1963).
- Pandanus obovoideus Merr., J. Straits Branch Roy. Asiat. Soc. 85: 154 (1922).
- Pandanus obsoletus R.E.Vaughan & Wiehe, J. Linn. Soc., Bot. 55: 29 (1953).
- Pandanus occultus Merr., Philipp. J. Sci., C 13: 265 (1918).
- Pandanus odoardii Martelli, Boll. Soc. Bot. Ital. 1904: 304 (1904).
- Pandanus odorifer (Forssk.) Kuntze, Revis. Gen. Pl. 2: 737 (1891).
- Pandanus oligocarpus Martelli, Mém. Inst. Sci. Madagascar, Sér. B, Biol. Vég. 3: 68 (1951).
- Pandanus oligocephalus Baker, J. Linn. Soc., Bot. 21: 448 (1885).
- Pandanus onesuaensis H.St.John, Rev. Gen. Pandanus 60: 18 (1989).
- Pandanus orbicularis H.St.John, Pacific Sci. 16: 311 (1962).
- Pandanus orculiformis Kaneh., Bot. Mag. (Tokyo) 54: 251 (1940).
- Pandanus oresbios B.C.Stone, Fed. Mus. J. 23: 58 (1978).
- Pandanus ornatus (Gaudich.) Kurz, J. Asiat. Soc. Bengal, Pt. 2, Nat. Hist. 38(2): 147 (1869).
- Pandanus ornithocephalus H.St.John ex B.C.Stone, Fed. Mus. J. 23: 64 (1978).
- Pandanus ouveaensis H.St.John, Rev. Gen. Pandanus 62: 10 (1990).
- Pandanus oviger Martelli ex Koord., Recueil Trav. Bot. Néerl. 7: 100 (1910).
- Pandanus pachyphyllus Merr., J. Straits Branch Roy. Asiat. Soc. 85: 154 (1922).
- Pandanus pakari H.St.John, Rev. Gen. Pandanus 47: 11 (1989).
- Pandanus palawensis Martelli, Bot. Mag. (Tokyo) 48: 124 (1934).
- Pandanus pallidus Merr., Publ. Bur. Sci. Gov. Lab. 29: 5 (1905).
- Pandanus paloensis Elmer, Leafl. Philipp. Bot. 1: 75 (1906).
- Pandanus paludosus Merr. & L.M.Perry, J. Arnold Arbor. 20: 172 (1939).
- Pandanus palustris Thouars, Bull. Sci. Soc. Philom. Paris 2: 6 (1808).
- Pandanus panayensis Merr., Philipp. J. Sci. 14: 366 (1919).
- Pandanus pancheri (Brongn.) Balf.f., J. Linn. Soc., Bot. 17: 57 (1878).
- Pandanus papilio B.C.Stone, Malayan Sci. 3: 24 (1967).
- Pandanus papillosus H.St.John, Pacific Sci. 16: 313 (1962).
- Pandanus papuanus Solms, Ann. Jard. Bot. Buitenzorg 3: 93 (1883).
- Pandanus paracalensis Merr., Philipp. J. Sci. 26: 450 (1925).
- Pandanus parachevalieri Huynh, Bot. Jahrb. Syst. 110: 104 (1988).
- Pandanus parkinsonii Martelli, Webbia 4: 417 (1914).
  - Pandanus parkinsonii var. kukuwai H.St.John, Rev. Gen. Pandanus 51: 12 (1989).
  - Pandanus parkinsonii var. parkinsonii.
- Pandanus parou H.St.John, Rev. Gen. Pandanus 60: 19 (1989).
- Pandanus parvicentralis Huynh, in Fl. Gabon 28: 10 (1986).
- Pandanus parvus Ridl., J. Straits Branch Roy. Asiat. Soc. 33: 171 (1899 publ. 1900).
- Pandanus patelliformis Merr., Philipp. J. Sci. 29: 476 (1926).
- Pandanus patina Martelli in R.Kanehira, Fl. Micron.: 67 (1933).
- Pandanus paucicarpellatus H.St.John, Rev. Gen. Pandanus 54: 9 (1989).
- Pandanus pectinatus Martelli, Boll. Soc. Bot. Ital. 1904: 304 (1904).
- Pandanus peekelii H.St.John, Rev. Gen. Pandanus 51: 3 (1989).
- Pandanus peliliuensis Kaneh., Bot. Mag. (Tokyo) 49: 113 (1935).
- Pandanus penangensis Ridl., J. Straits Branch Roy. Asiat. Soc. 41: 50 (1904).
- Pandanus pendulinus Martelli, J. Arnold Arbor. 10: 142 (1929).
- Pandanus penetrans H.St.John, Pacific Sci. 19: 534 (1965).
- Pandanus penicillus Martelli, Boll. Soc. Bot. Ital. 1904: 300 (1904).
- Pandanus pentagonos H.St.John, Pacific Sci. 27: 50 (1973).
- Pandanus pentodon Ridl., Fl. Malay Penins. 5: 75 (1925).
- Pandanus permicron Kaneh., Bot. Mag. (Tokyo) 54: 258 (1940).
- Pandanus perrieri Martelli, Mém. Inst. Sci. Madagascar, Sér. B, Biol. Vég. 3: 17 (1951).
- Pandanus pervilleanus (Gaudich.) Kurz, J. Asiat. Soc. Bengal, Pt. 2, Nat. Hist. 38(2): 149 (1869).
- Pandanus petrosus Martelli, Mém. Inst. Sci. Madagascar, Sér. B, Biol. Vég. 3: 153 (1951).
- Pandanus peyrierasii B.C.Stone & Guillaumet, Adansonia, n.s., 12: 525 (1972 publ. 1973).
- Pandanus philippinensis Merr., Philipp. J. Sci., C 13: 264 (1918).
- Pandanus pilaris Ridl., J. Straits Branch Roy. Asiat. Soc. 86: 311 (1922).
- Pandanus pinensis H.St.John, Rev. Gen. Pandanus 61: 69 (1989).
- Pandanus piniformis Holttum & H.St.John, Pacific Sci. 16: 224 (1962).
- Pandanus piricus H.St.John, Bot. Jahrb. Syst. 101: 389 (1980).
- Pandanus pistikos H.St.John, Rev. Gen. Pandanus 62: 4 (1990).
- Pandanus pistillaris Martelli, Bot. Jahrb. Syst. 49: 64 (1912).
- Pandanus pistos H.St.John, Rev. Gen. Pandanus 62: 5 (1990).
- Pandanus pitcairnensis H.St.John, Pacific Pl. Stud. 46: 12 (1987).
- Pandanus planatus H.St.John, Rev. Gen. Pandanus 61: 28 (1989).
- Pandanus platycarpus Warb. in H.G.A.Engler (ed.), Pflanzenr., IV, 9: 50 (1900).
- Pandanus platyphyllus Martelli, Webbia 2: 439 (1908).
- Pandanus platystigma Martelli, Boll. Soc. Bot. Ital. 1904: 300 (1904).
- Pandanus pleiocephalus Martelli ex Fagerl., Svensk Bot. Tidskr. 34: 104 (1940).
- Pandanus plicatus H.St.John, Pacific Sci. 22: 517 (1968).
- Pandanus pluriaculeatus Huynh, Bull. Soc. Neuchâteloise Sci. Nat. 122: 39 (1999).
- Pandanus pluriangulatus H.St.John, Pacific Sci. 16: 315 (1962).
- Pandanus pluriloculatus H.St.John, Pacific Sci. 22: 106 (1968).
- Pandanus pluvisilvaticus H.St.John, Pacific Sci. 21: 279 (1967).
- Pandanus polyacris Martelli, Webbia 4: 406 (1914).
  - Pandanus polyacris var. malaitensis B.C.Stone, Malaysian J. Sci. 2A: 69 (1973).
  - Pandanus polyacris var. polyacris.
  - Pandanus polyacris var. pseudolinnaei (Martelli) B.C.Stone, Malaysian J. Sci. 2A: 70 (1973).
- Pandanus polycephalus Lam., Encycl. 1: 372 (1785).
- Pandanus polyglossus Martelli, Leafl. Philipp. Bot. 3: 1130 (1911).
- Pandanus poronaliva B.C.Stone, Micronesica, Suppl. 1: 1 (1966).
- Pandanus prainii Martelli, Boll. Soc. Bot. Ital. 1904: 301 (1904).
- Pandanus princeps B.C.Stone, Webbia 24: 588 (1970).
- Pandanus pristis B.C.Stone, Adansonia, n.s., 11: 320 (1971).
- Pandanus pritchardiae H.St.John, Rev. Gen. Pandanus 62: 13 (1990).
- Pandanus problematicus Huynh, Bot. Helv. 98: 190 (1988).
- Pandanus prostratus Balf.f., J. Linn. Soc., Bot. 17: 59 (1878).
- Pandanus pseudobathiei Pic.Serm., Mém. Inst. Sci. Madagascar, Sér. B, Biol. Vég. 3: 137 (1951).
- Pandanus pseudochevalieri Huynh, Bot. Jahrb. Syst. 110: 99 (1988).
- Pandanus pseudocollinus Pic.Serm., Mém. Inst. Sci. Madagascar, Sér. B, Biol. Vég. 3: 111 (1951).
- Pandanus pseudofoetidus Martelli, Boll. Soc. Bot. Ital. 1904: 303 (1904).
- Pandanus pseudolais Warb. in H.G.A.Engler (ed.), Pflanzenr., IV, 9: 76 (1900).
- Pandanus pseudomontanus Bosser & J.Guého, Adansonia, III, 24: 240 (2002).
- Pandanus pseudopapuanus Martelli, Webbia 4: 407 (1914).
- Pandanus pseudosyncarpus Kaneh., Bot. Mag. (Tokyo) 54: 258 (1940).
- Pandanus pugnax B.C.Stone, Fed. Mus. J. 23: 61 (1978).
- Pandanus pukapukaensis H.St.John, Rev. Gen. Pandanus 59: 2 (1989).
- Pandanus pulcher Martelli, Mém. Inst. Sci. Madagascar, Sér. B, Biol. Vég. 3: 130 (1951).
- Pandanus pumilus H.St.John, Pacific Sci. 19: 96 (1965).
- Pandanus punctatus H.St.John, Pacific Sci. 16: 318 (1962).
- Pandanus punctulatus Martelli, Mém. Inst. Sci. Madagascar, Sér. B, Biol. Vég. 3: 74 (1951).
- Pandanus pungens Kaneh., J. Jap. Bot. 16: 102 (1940).
- Pandanus puniceus H.St.John, Rev. Gen. Pandanus 54: 12 (1989).
- Pandanus purpurascens Thouars, Bull. Sci. Soc. Philom. Paris 1(11): 3 (1808).
- Pandanus pweleensis H.St.John, Rev. Gen. Pandanus 60: 21 (1989).
- Pandanus pygmaeus Thouars, Bull. Sci. Soc. Philom. Paris 1808: 6 (1808).
- Pandanus pyramidalis Balf.f. in J.G.Baker, Fl. Mauritius: 399 (1877).
- Pandanus pyramidos H.St.John, Rev. Gen. Pandanus 60: 22 (1989).
- Pandanus quadrifidus B.C.Stone, Micronesica, Suppl. 1: 3 (1966).
- Pandanus quinarius H.St.John, Rev. Gen. Pandanus 60: 23 (1989).
- Pandanus rabaiensis Rendle., J. Bot. 32: 325 (1894).
- Pandanus rabaulensis H.St.John, Rev. Gen. Pandanus 51: 42 (1989).
- Pandanus radicans Blanco, Fl. Filip.: 780 (1837).
- Pandanus radiciferus H.St.John, Pacific Sci. 16: 324 (1962).
- Pandanus radifer H.St.John, Rev. Gen. Pandanus 60: 24 (1989).
- Pandanus radula Warb. in H.G.A.Engler (ed.), Pflanzenr., IV, 9: 76 (1900).
- Pandanus ramosii Merr., Philipp. J. Sci. 17: 242 (1920 publ. 1921).
- Pandanus rapensis F.Br., Bernice P. Bishop Mus. Bull. 84: 45 (1931).
- Pandanus raynalii Huynh, Bot. Helv. 98: 28 (1988).
- Pandanus recavilapideus H.St.John, Rev. Gen. Pandanus 61: 30 (1989).
- Pandanus recavisaxosus H.St.John, Rev. Gen. Pandanus 61: 46 (1989).
- Pandanus rechingeri Martelli, Webbia 4: 435 (1914).
- Pandanus reclinatus Martelli, Webbia 4: 432 (1914).
- Pandanus rectus H.St.John, Rev. Gen. Pandanus 61: 31 (1989).
- Pandanus recurvatus H.St.John, Pacific Sci. 19: 227 (1965).
- Pandanus regalis B.C.Stone, J. Arnold Arbor. 64: 322 (1983).
- Pandanus reineckei Warb., Bot. Jahrb. Syst. 25: 581 (1898).
- Pandanus reticulatus Vieill., Ann. Sci. Nat., Bot., IV, 16: 52 (1861).
- Pandanus reticulosus H.St.John, Pacific Sci. 17: 484 (1963).
- Pandanus retroaculeatus H.St.John, Pacific Sci. 19: 524 (1965).
- Pandanus retusus H.St.John, Pacific Sci. 23: 362 (1969).
- Pandanus rex B.C.Stone, Contr. Herb. Austral. 4: 28 (1974).
- Pandanus rheophilus B.C.Stone, Nuytsia 4: 427 (1983).
- Pandanus ridleyi Martelli, Boll. Soc. Bot. Ital. 1904: 303 (1904).
- Pandanus rigidifolius R.E.Vaughan & Wiehe, J. Linn. Soc., Bot. 55: 19 (1953).
- Pandanus rivularis H.St.John, Pacific Sci. 16: 83 (1962).
- Pandanus robinsonii Merr., Interpr. Herb. Amboin.: 79 (1917).
- Pandanus rollotii Martelli, Webbia 2: 438 (1908).
- Pandanus roseus B.C.Stone, Micronesica, Suppl. 1: 2 (1966).
- Pandanus rostellatus Merr. & L.M.Perry, J. Arnold Arbor. 20: 182 (1939).
- Pandanus rostratus Martelli, Boll. Soc. Bot. Ital. 1904: 300 (1904).
- Pandanus rotumaensis H.St.John, Pacific Sci. 29: 398 (1975).
- Pandanus rubellus B.C.Stone, Micronesica, Suppl. 2: 1 (1966).
- Pandanus ruber H.St.John, Pacific Sci. 15: 579 (1961).
- Pandanus rubricinctus H.St.John, Pacific Sci. 29: 401 (1975).
- Pandanus rupestris B.C.Stone, Fed. Mus. J. 14: 129 (1969 publ. 1972).
- Pandanus rusticus B.C.Stone, Fed. Mus. J. 14: 131 (1969 publ. 1972).
- Pandanus saint-johnii B.C.Stone, Reinwardtia 7: 412 (1968).
- Pandanus salailuaensis Martelli, Occas. Pap. Bernice Pauahi Bishop Mus. 10(13): 12 (1934).
- Pandanus sambiranensis Martelli, Mém. Inst. Sci. Madagascar, Sér. B, Biol. Vég. 3: 54 (1951).
- Pandanus samoensis Warb., Bot. Jahrb. Syst. 25: 580 (1898).
- Pandanus sandakanensis Merr., J. Straits Branch Roy. Asiat. Soc. 85: 152 (1922).
- Pandanus sarasinorum Warb. in H.G.A.Engler (ed.), Pflanzenr., IV, 9: 78 (1900).
- Pandanus sarawakensis Martelli, Boll. Soc. Bot. Ital. 1904: 303 (1904).
- Pandanus satabiei Huynh, Bull. Mus. Natl. Hist. Nat., B, Adansonia 1984: 347 (1984).
- Pandanus saxatilis Martelli, Mém. Inst. Sci. Madagascar, Sér. B, Biol. Vég. 3: 51 (1951).
- Pandanus scabribracteatus Martelli, J. Arnold Arbor. 10: 139 (1929).
- Pandanus scabrifolius Martelli ex Koord., Recueil Trav. Bot. Néerl. 7: 101 (1910).
- Pandanus scandens H.St.John ex B.C.Stone, Fed. Mus. J. 23: 59 (1978).
- Pandanus schizocarpus F.Br., Bernice P. Bishop Mus. Bull. 84: 45 (1931).
- Pandanus schoddei H.St.John, Contr. Herb. Austral. 3: 5 (1973).
- Pandanus scopula Warb. in H.G.A.Engler (ed.), Pflanzenr., IV, 9: 76 (1900).
- Pandanus scopulorum Martelli, Occas. Pap. Bernice Pauahi Bishop Mus. 10(13): 9 (1934).
- Pandanus scortechini Martelli, Boll. Soc. Bot. Ital. 1904: 302 (1904).
- Pandanus sechellarum Balf.f. in J.G.Baker, Fl. Mauritius: 402 (1877).
- Pandanus semiarmatus H.St.John, Pacific Sci. 16: 421 (1962).
- Pandanus semipilaris H.St.John, Rev. Gen. Pandanus 61: 63 (1989).
- Pandanus senegalensis H.St.John ex Huynh, Candollea 42: 135 (1987).
- Pandanus serpentinicus H.St.John, Bot. Mag. (Tokyo) 95: 233 (1982).
- Pandanus serratus H.St.John, Pacific Sci. 17: 43 (1963).
- Pandanus serrimarginalis H.St.John ex Huynh, Bot. Helv. 107: 99 (1997).
- Pandanus setistyla Warb. in H.G.A.Engler (ed.), Pflanzenr., IV, 9: 81 (1900).
- Pandanus sibuyanensisv Martelli, Leafl. Philipp. Bot. 3: 1120 (1911).
- Pandanus sierraleonensis Huynh, Bot. Helv. 98: 174 (1988).
- Pandanus sigmoideus H.St.John ex B.C.Stone, Fed. Mus. J. 17: 124 (1972 publ. 1974).
- Pandanus sikassoensis Huynh, Bull. Soc. Neuchâteloise Sci. Nat. 119: 29 (1996).
- Pandanus silvanus Huynh, Bot. Jahrb. Syst. 122: 206 (2000).
- Pandanus similis Craib, Bull. Misc. Inform. Kew 1912: 417 (1912).
- Pandanus simplex Merr., Publ. Bur. Sci. Gov. Lab. 29: 6 (1905).
- Pandanus singaporensis Kaneh., J. Jap. Bot. 14: 433 (1938).
- Pandanus sinicola A.C.Sm., Bernice P. Bishop Mus. Bull. 141: 13 (1936).
- Pandanus soboliferus B.C.Stone, Reinwardtia 7: 415 (1968).
- Pandanus solms-laubachii F.Muell., Bot. Zeitung (Berlin) 45: 218 (1887).
- Pandanus solomonensis B.C.Stone, Micronesica, Suppl. 1: 3 (1966).
- Pandanus somersetensis H.St.John, Pacific Sci. 15: 570 (1961).
- Pandanus sparganioides Baker, J. Bot. 25: 347 (1890).
- Pandanus spathulatus Martelli, Webbia 1: 365 (1905).
- Pandanus spechtii H.St.John, Pacific Sci. 16: 411 (1962).
- Pandanus sphaericus H.St.John, Pacific Sci. 15: 563 (1961).
- Pandanus sphaerocephalus Pancher ex Brongn., Ann. Sci. Nat., Bot., VI, 1: 284 (1875).
- Pandanus sphaeroideus Thouars, Bull. Sci. Soc. Philom. Paris 1(11): 5 (1808).
- Pandanus spheniskos H.St.John, Rev. Gen. Pandanus 61: 32 (1989).
- Pandanus spicatus H.St.John, Pacific Sci. 22: 126 (1968).
- Pandanus spinifer Warb. in H.G.A.Engler (ed.), Pflanzenr., IV, 9: 57 (1900).
- Pandanus spinistigmaticus Fagerl., Svensk Bot. Tidskr. 34: 113 (1940).
- Pandanus spinulosus (Ridl.) H.St.John, Pacific Sci. 17: 337 (1963).
- Pandanus spiralis R.Br., Prodr.: 341 (1810).
  - Pandanus spiralis var. convexus (H.St.John) B.C.Stone, Nuytsia 2: 245 (1978).
  - Pandanus spiralis var. flammeus B.C.Stone, Nuytsia 2: 245 (1978).
  - Pandanus spiralis var. multimammillatus B.C.Stone, Nuytsia 2: 247 (1978).
  - Pandanus spiralis var. spiralis.
  - Pandanus spiralis var. thermalis (H.St.John) B.C.Stone, Nuytsia 2: 247 (1978).
- Pandanus spissus H.St.John, Rev. Gen. Pandanus 61: 8 (1989).
- Pandanus spodiophyllus B.C.Stone, Melanes. Pl. Stud.: 2 (1965).
- Pandanus spondiophyllus B.C.Stone, Micronesica, Suppl. 1: 1 (1966).
- Pandanus stellatus Martelli, Mém. Inst. Sci. Madagascar, Sér. B, Biol. Vég. 3: 67 (1951).
- Pandanus stelliger Ridl., J. Straits Branch Roy. Asiat. Soc. 41: 49 (1904).
- Pandanus stenocarpus Solms, Ann. Jard. Bot. Buitenzorg 3: 91 (1883).
- Pandanus stipiformis H.St.John, Rev. Gen. Pandanus 61: 34 (1989).
- Pandanus stoloniferus H.St.John, Pacific Sci. 16: 331 (1962).
- Pandanus subacaulis Merr., Philipp. J. Sci., C 13: 263 (1918).
- Pandanus subcylindricus H.St.John, Rev. Gen. Pandanus 61: 35 (1989).
- Pandanus subglobosus H.St.John, Pacific Sci. 22: 134 (1968).
- Pandanus subinermis H.St.John, Pacific Sci. 16: 335 (1962).
- Pandanus subulorum Martelli, Occas. Pap. Bernice Pauahi Bishop Mus. 10(13): 12 (1934).
- Pandanus subumbellatus Becc. ex Solms, Ann. Jard. Bot. Buitenzorg 3: 96 (1883).
- Pandanus sulawesicus B.C.Stone, J. Arnold Arbor. 64: 315 (1983).
- Pandanus sulcatus H.St.John, Pacific Sci. 22: 529 (1968).
- Pandanus sumatranus Martelli, Webbia 1: 367 (1905).
- Pandanus sykesii H.St.John, Rev. Gen. Pandanus 47: 13 (1989).
- Pandanus sylvaticus B.C.Stone, Fed. Mus. J. 23: 31 (1978).
- Pandanus sylvestris Bory, Voy. îles Afrique 2: 260 (1804).
- Pandanus sylvicola Huynh, Bull. Soc. Neuchâteloise Sci. Nat. 121: 54 (1998).
- Pandanus tabbersianus Rendle in L.S.Gibbs, Fl. Arfak Mts.: 198 (1917).
- Pandanus tabellarius Huynh, Bull. Soc. Neuchâteloise Sci. Nat. 122: 36 (1999).
- Pandanus tauensis Martelli, Occas. Pap. Bernice Pauahi Bishop Mus. 10(13): 14 (1934).
- Pandanus taveuniensis H.St.John, Pacific Sci. 29: 67 (1975).
- Pandanus tazoanii Callm. & Wohlh., Adansonia, III, 23: 50 (2001).
- Pandanus tectorius Parkinson ex Du Roi, Naturforscher (Halle) 4: 250 (1774).
- Pandanus tenuiflagellatus Huynh, Bot. Jahrb. Syst. 122: 210 (2000).
- Pandanus tenuifolius Balf.f., J. Linn. Soc., Bot. 16: 22 (1877).
- Pandanus tenuimarginatus Huynh, Bot. Helv. 101: 251 (1991).
- Pandanus tenuipedunculatus Merr., Philipp. J. Sci. 17: 243 (1920 publ. 1921).
- Pandanus terrestris Warb. in H.G.A.Engler (ed.), Pflanzenr., IV, 9: 84 (1900).
- Pandanus teusziiv Warb. in H.G.A.Engler (ed.), Pflanzenr., IV, 9: 67 (1900).
- Pandanus thomensis Solms, Bol. Soc. Brot. 5: 206 (1887).
- Pandanus thomissophyllus B.C.Stone, Fed. Mus. J. 14: 133 (1969 publ. 1972).
- Pandanus thurstonii C.H.Wright, Bull. Misc. Inform. Kew 1894: 348 (1894).
- Pandanus thwaitesii Martelli, Webbia 1: 369 (1905).
- Pandanus tiassaleensis Huynh, Bot. Jahrb. Syst. 109: 354 (1988).
- Pandanus toei H.St.John, Pacific Sci. 17: 468 (1963).
- Pandanus toinu H.St.John, Pacific Sci. 19: 526 (1965).
- Pandanus tolanarensis Huynh, Candollea 54: 158 (1999).
- Pandanus toliarensis Huynh, Bull. Soc. Neuchâteloise Sci. Nat. 124: 52 (2001).
- Pandanus tongatapuensis H.St.John, Rev. Gen. Pandanus 56: 14 (1989).
- Pandanus tonkinensis Martelli ex B.C.Stone, J. Arnold Arbor. 64: 322 (1983).
- Pandanus triangularis H.St.John ex Huynh, Bot. Helv. 98: 182 (1988).
- Pandanus trigonus H.St.John, Pacific Sci. 19: 98 (1965).
- Pandanus truncatus H.St.John, Pacific Sci. 15: 573 (1961).
- Pandanus tsaratananensis Martelli, Mém. Inst. Sci. Madagascar, Sér. B, Biol. Vég. 3: 81 (1951).
- Pandanus tuamotensis F.Br., Bernice P. Bishop Mus. Bull. 84: 43 (1931).
- Pandanus tubulatus Huynh, Candollea 54: 159 (1999).
- Pandanus tunicatus B.C.Stone, Malaysian J. Sci. 3A: 70 (1975).
- Pandanus turritus Martelli, Occas. Pap. Bernice Pauahi Bishop Mus. 10(13): 17 (1934).
- Pandanus tutuilaensis Martelli, Occas. Pap. Bernice Pauahi Bishop Mus. 10(13): 11 (1934).
- Pandanus umbonatus Quisumb. & Merr., Philipp. J. Sci. 37: 134 (1928).
- Pandanus undulifolius Holttum & H.St.John, Pacific Sci. 16: 221 (1962).
- Pandanus unguiculatus Ridl., Mat. Fl. Malay. Penins. 2: 229 (1907).
- Pandanus unguifer Hook.f., Bot. Mag. 104: t. 6347 (1878).
- Pandanus unicornutus H.St.John, Pacific Sci. 17: 489 (1963).
- Pandanus urophyllus Hance, J. Bot. 13: 68 (1875).
- Pandanus utilis Bory, Voy. îles Afrique 2: 3 (1804).
- Pandanus validus Huynh & Callm., Bull. Soc. Neuchâteloise Sci. Nat. 126: 45 (2003).
- Pandanus vandamii Martelli & Pic.Serm., Mém. Inst. Sci. Madagascar, Sér. B, Biol. Vég. 3: 41 (1951).
- Pandanus vandermeeschii Balf.f. in J.G.Baker, Fl. Mauritius: 398 (1877).
- Pandanus variabilis Martelli, Mém. Inst. Sci. Madagascar, Sér. B, Biol. Vég. 3: 94 (1951).
- Pandanus vavauensis H.St.John, Rev. Gen. Pandanus 56: 15 (1989).
- Pandanus veillonii H.St.John, Rev. Gen. Pandanus 61: 37 (1989).
- Pandanus verecundus B.C.Stone, Adansonia, n.s., 12: 412 (1972).
- Pandanus verruculosus Backer ex B.C.Stone, Fed. Mus. J. 23: 55 (1978).
- Pandanus verticalis H.St.John, Rev. Gen. Pandanus 61: 38 (1989).
- Pandanus vinaceus B.C.Stone, Fed. Mus. J. 11: 118 (1967).
- Pandanus viscidus Pancher ex Brongn., Ann. Sci. Nat., Bot., VI, 1: 287 (1875).
- Pandanus vitiensis Martelli, Univ. Calif. Publ. Bot. 12: 333 (1930).
- Pandanus vogelensis H.St.John, Pacific Sci. 27: 89 (1973).
- Pandanus vriensii Martelli, Webbia 4: 433 (1914).
- Pandanus welwitschii Rendle, J. Bot. 32: 324 (1894).
- Pandanus whitei Martelli, Proc. Roy. Soc. Queensland 36: 129 (1924 publ. 1925).
- Pandanus whitmeeanus Martelli, Webbia 1: 364 (1905).
- Pandanus wiehei Bosser & J.Guého, Adansonia, III, 24: 240 (2002).
- Pandanus wilderi H.St.John, Rev. Gen. Pandanus 47: 15 (1989).
- Pandanus xanthocarpus Merr. & L.M.Perry, J. Arnold Arbor. 20: 179 (1939).
- Pandanus yalna R.Tucker, Austrobaileya 2: 288 (1986).
- Pandanus yandeensis H.St.John, Rev. Gen. Pandanus 61: 65 (1989).
- Pandanus yasawaensis H.St.John, Pacific Sci. 30: 313 (1976 publ. 1977).
- Pandanus yirrkalaensis H.St.John, Pacific Sci. 16: 425 (1962).
- Pandanus yoshioi H.St.John, Rev. Gen. Pandanus 62: 12 (1990).
- Pandanus yuleensis H.St.John, Pacific Sci. 15: 583 (1961).
- Pandanus yvanii Solms, Linnaea 42: 20 (1878).
- Pandanus zamboangensis Martelli, Webbia 4: 426 (1914).
- Pandanus zea H.St.John, Pacific Sci. 14: 239 (1960).